# أنابيب نانوية كربونية

رسم متحرك يوضح البنية ثلاثية الأبعاد للأنابيب النانوية الكربونية.

الأنابيب النانوية الكربونية (ملاحظة 1) هي متآصلات كربونية ذات تركيبات نانوية أسطوانية الشكل. ويُلاحظ أن نسبة طول الأنابيب النانوية الكربونية إلى قطرها تصل إلى 132,000,000 : 1، والتي تبدو أطول بدرجةٍ واضحةٍ من أي مادةٍ أخرى. ولتلك الجزيئات الكربونية سماتٌ جديدةٌ، تجعلها مفيدةً في العديد من التطبيقات في مجال تقانة الصغائر، الإلكترونيات، البصريات، بالإضافة إلى العديد من المجالات الأخرى ذات الصلة بعلم المواد، وكذلك مجموعةٍ أخرى من الاستخدامات المتوقعة في مجالات الهندسة المعمارية. كما أنه قد يكون لها بعض الاستخدامات في بناء الدروع الواقية للبدن. حيث أنها تُظْهِر قوةً استثنائيّة، وخصائصاً كهربائية فريدة، كما أنها تعمل كموصلاتٍ جيدةٍ للحرارة.
وتمثل الأنابيب النانوية أحد أعضاء أسرة البنى الفوليرينية، والتي تشمل أيضاً كريات باكي. هذا وقد يُغَطى الأنبوب النانوي بنصف كرةٍ من التركيبة الفوليرنية (باكي بول). كما نلاحظ أن اسمها اشْتُقّ من حجمها، حيث أن قطر الأنبوب النانوي يَبلغ بضعة نانومتراتٍ فقط (مما يُعادل 1/50,000 تقريباً من عرض شعرة بشرية)، في حين أنه من الممكن أن يتزايد طولها إلى 18 سنتيمتراً (كما ظهر في سنة 2010). ومن ثم تُصَنَف الأنابيب النانوية على أنها أنابيب نانوية أحادية الجدار وأنابيب نانوية متعددة الجدران.
هذا وتُعَدُ كيمياء الكم التطبيقيّة - وبخاصةً التهجين المداري - هي أفضل الطرق لوصف الروابط الكيميائية بأنابيب النانو. وتتكون الرابطة الكيميائية للأنابيب النانوية من روابط لها التهجين المداري sp2، وهي شبيهة بتلك الموجودة في الغرافيت. هذا وتمد تلك الروابط - والتي تُعَدُ أقوى من روابط sp3 الموجودة في الألماس - الأنابيب النانوية بقوّتها وصلابتها الفريدة. علاوةً على أن الأنابيب النانوية تصطف ذاتها في صورة «أحبال» معقودةٍ معاً بواسطة قوى فان دير فالس.

## أنواع الأنابيب النانوية الكربونية وهياكلها البنائية

### أحادية الجدار

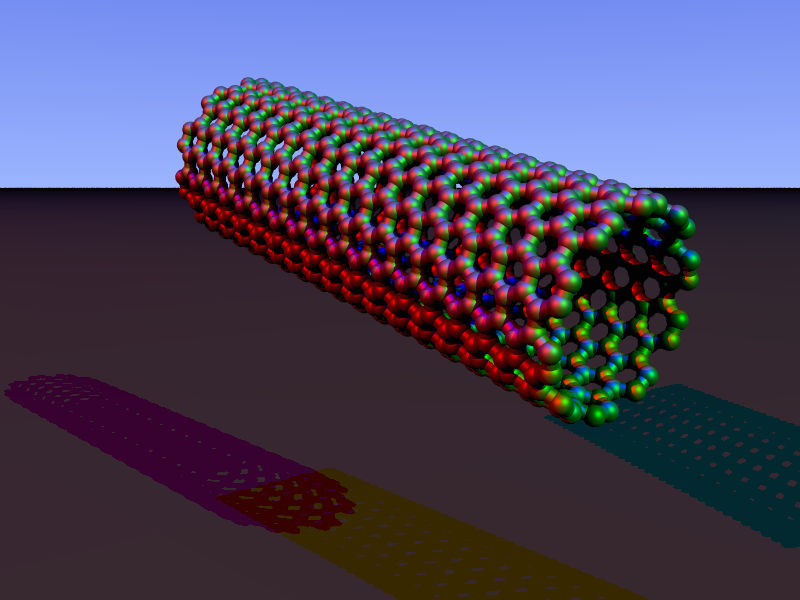
أريكية المنظر (n,n)
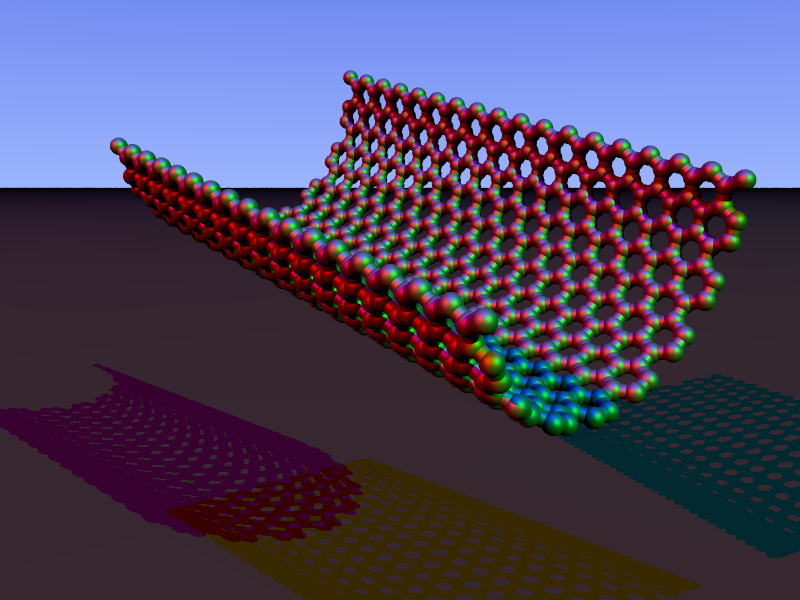
المتجه الدواني أو الكايرالي يكون مقوساً، في حين متجه الانزلاق يظل مستقيماً
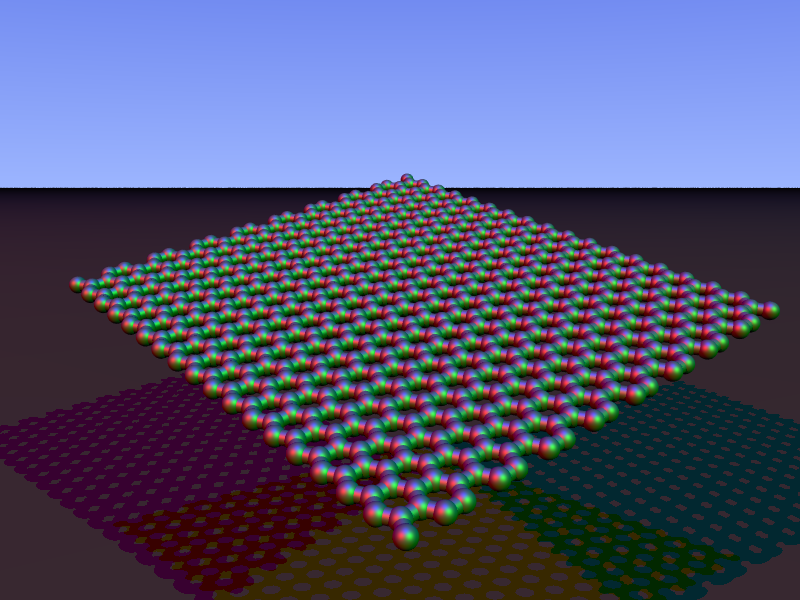
شريط نانوي غرافيني
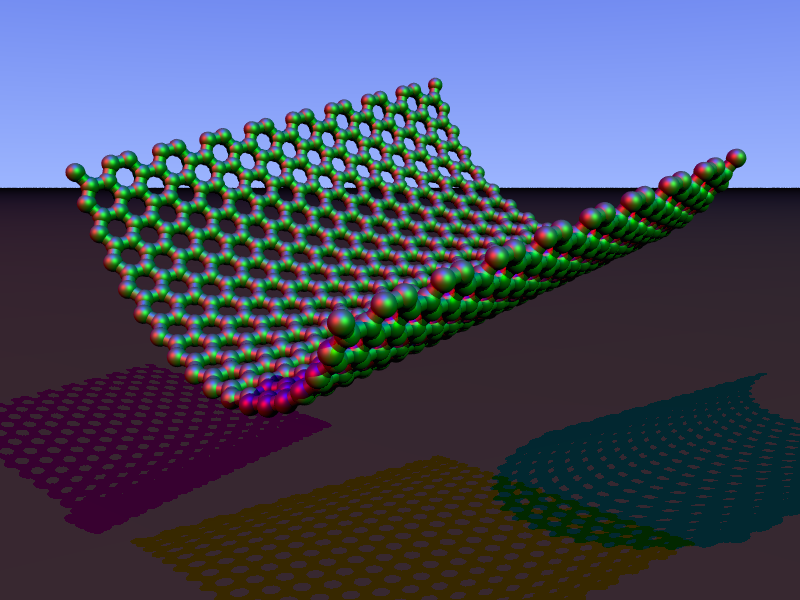
المتجه الدواني أو الكايرالي يكون مقوساً، في حين متجه الانزلاق يظل مستقيما
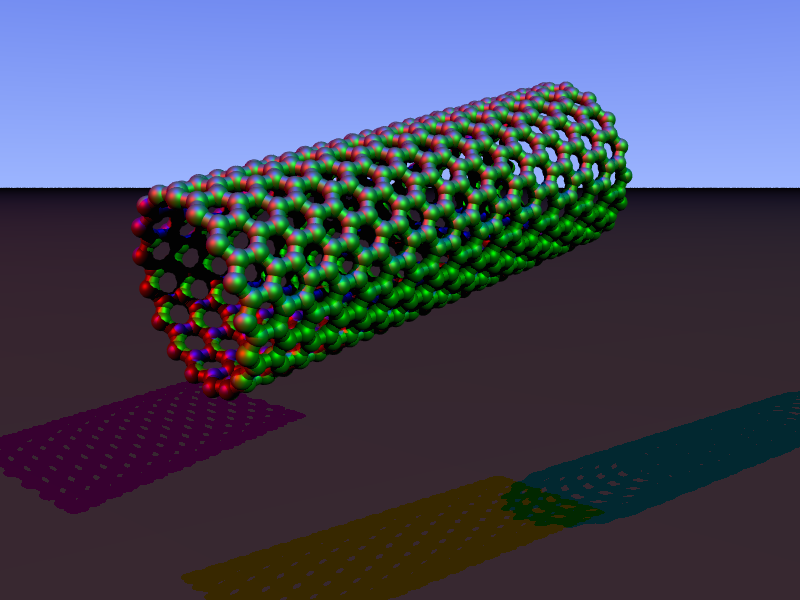
متعرج (n,0)
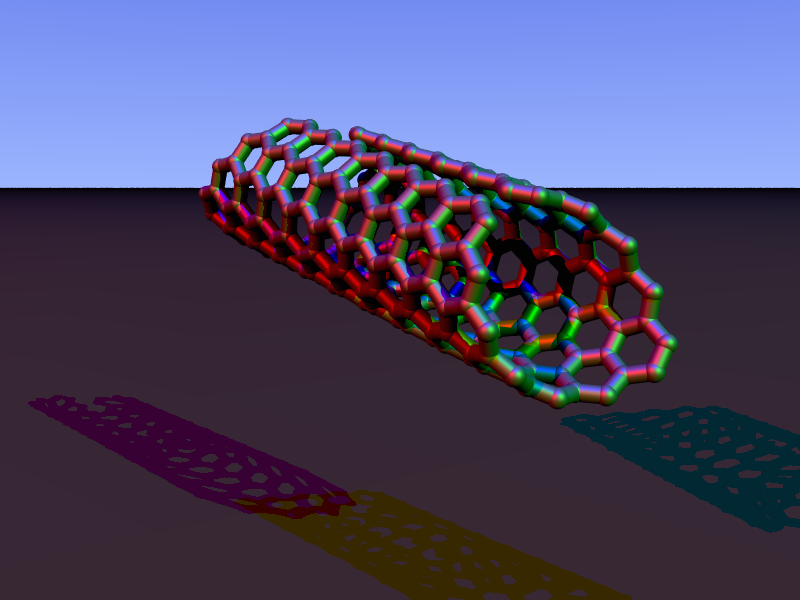
الدواني أو الكايرالي (n,m)
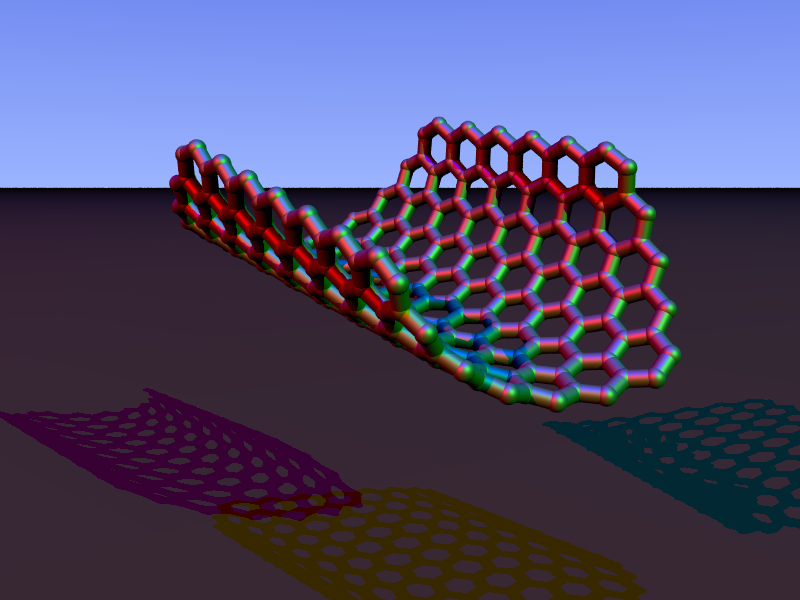
n وm يمكن حسابهما في نهاية الأنبوب
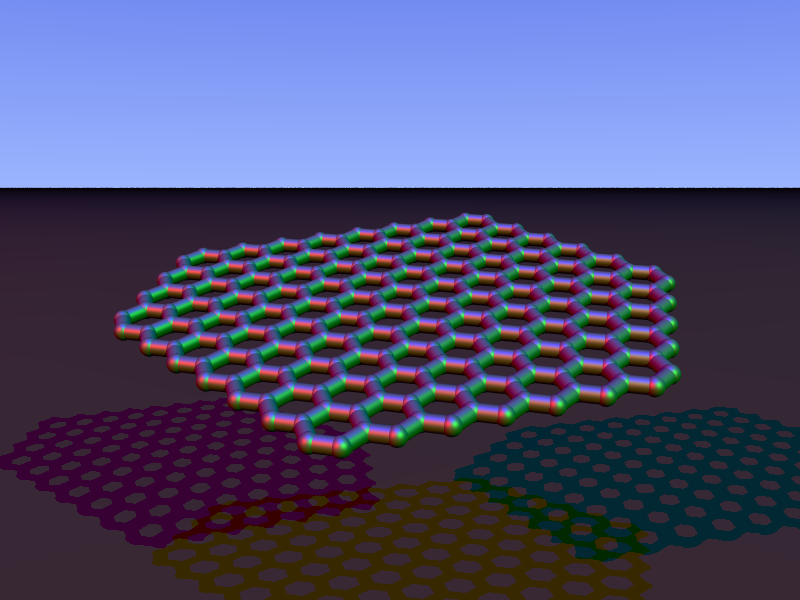
شريط نانوي غرافيني

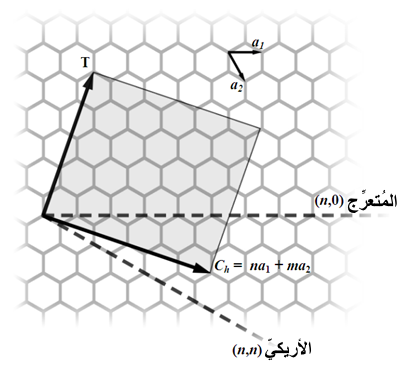
يمكن اعتبار نظام تسمية الأنبوب النانوي (n,m) كمتجه vector C_{h} في صفيحة غرافين لانهائية والتي تصف كيفية (ثني أو لف) صفيحة الجرافين من أجل إنشاء أنبوب نانوي. كما تشير T إلى محور الأنبوب النانوي، في حين تشير كلٌ من a_{1} وa_{2} إلى متجهي وحدة الغرافين في الفضاء الواقعي.

يكون لغالبية الأنابيب النانوية أحادية الجّدار قطراً يقترب من النانومتر الواحد، مع طول أنبوب قد يصل إلى أطول من ذلك بملايين المرات. كما يمكن تصور بنية الأنبوب النانوي الكربوني أحادي الجدار من خلال لف طبقةٍ رقيقةٍ أحادية الذرة من الغرافيت يُطلق عليها غرافين لنحصل على شكل إسطوانةٍ سلسلةٍ بعد ذلك. ويتم التعبير عن الطريقة التي يتم بها لف الغرافين بزوجٍ من المؤشرات (n،m) واللتين يُطْلَقُ عليهما المتجه اليدواني، أو الكايرالي، (بالإنجليزية: Chiral vector)‏. حيث يشير الرقم الصحيح n وm إلى عدد متجهات الوحدة على طول اتجاهين في شبكة الغرافين البلورية والتي تكون على شكل قرص عسل النحل، فلو كانت m = صفر، يطلق على الأنبوب النانوي «زيغ زاغ» أو «الخط المتعرج». أما لو كانت n = m، فإن الأنبوب النانوي يطبلق عليه حينئذٍ «أريكي». وما دون ذلك، يُطلق علي باقي الأنابيب النانوية الكربونية «الدوانية أو الكايرالية». هذا ويمكن حساب قطر الأنبوب النانوي من خلال مؤشري (n,m) كما يلي:
{\displaystyle d={\frac {a}{\pi }}{\sqrt {(n^{2}+nm+m^{2})}}.}
حيث أن a = 0.246 nm.

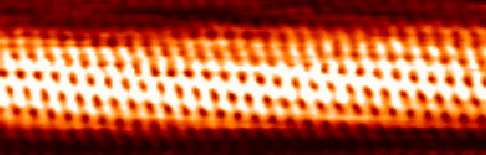
صورة مجهرية باستخدام مجهر المسح النفقي لأنبوب نانوي كربوني أحادي الجدار.

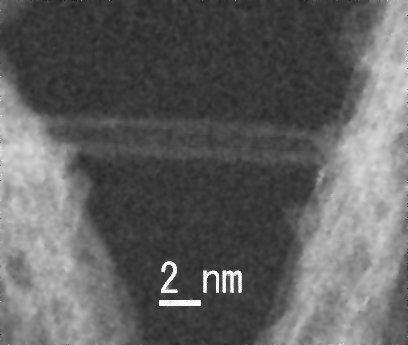
صورة مجهرية باستخدام المجهر الإلكتروني النافذ تُظْهِر أنبوب نانوي كربوني أحادي الجدار.

وتمثل الأنابيب النانوية أحادية الجدار تنوعاً هاماً للأنابيب النانوية الكربونية بسبب أنها تعرض الخصائص الكهربائية التي لا تتوافر في تنوعات الأنابيب النانوية متعددة الجدران. وعلى الخصوص، تتراوح فجوة النطاق الخاصة بها من الصفر إلى ما يقارب 2 إلكترون فولت، كما تظهر قدرتها على التوصيل الكهربائي سماتها المعدنية الفلزية أو شبيهة التوصيل، في حين تكون الأنابيب النانوية الكربونية متعددة الجدران معادن صفرية الفجوة. مما يجعل الأنابيب النانوية الكربونية أحادية النطاق مرشحاً جيداً لتصغير الإلكترونات إلى ما وراء المقياس الإلكتروميكانيكي الدقيق والمستخدم حالياً في الإلكترونات. ولعل أكثر حزمة بنائية أساسية لهذه الأنظمة تتمثل في السلك الكهربائي، مما يجعل الأنابيب النانوية الكربونية أحادية الجدار قد تكون موصلة ممتازة. ولعل أحد التطبيقات المفيدة للأنابيب النانوية أحادية الجدار تمثل في تطوير أول المقاحل (ترانزستورات) المتأثرة بالحقل بين الجزيئية. كما أن إنتاج أول بوابة منطقية ضمن جزيئية باستخدام (مقاحل الأنابيب النانوية الكربونية أحادية الجدار المتأثرة بالحقل الضمن جزيئية) قد أصبحت متاحةً في الوقت الحاضر. فلكي تتمكن من إنشاء بوابة منطقية، يجب عليك أن يكون عندك كلٌ من (مقاحل أو ترانزستورات p المتأثرة بالحقل) p-FET و (مقاحل أو ترانزستورات n المتأثرة بالحقل) n-FET. ذلك بسبب أن الأنابيب النانوية أحادية الجدار هي p-FETs عندما تعرضت للأكسجين وn-FETs دون ذلك، ومن ثم فمن الممكن هنا حماية نصف الأنبوب النانوي أحادي الجدار من التعرض للأكسجين. وهذا يسفر عن أن الأنبوب النانوي أحادي الجدار يكون بمثابة عاكس مع كلٍ من نمطي p وn للترانزستورات المتأثرة بالمجال داخل نفس الجزيء.
ويُلاحظ الانخفاض الحاد المتزايد في أسعار الأنابيب النانوية أحادية الجدار، من قرابة 1500 دولاراً أمريكياً لكل جرام وذلك في عام 2000، إلى أسعار تجزئة قاربت 50 دولاراً أمريكياً لكل من الأنابيب النانوية أحادية الجدار المصنعة بنسبة 40 – 60% مع حلول مارس 2010.

### متعددة الجدران

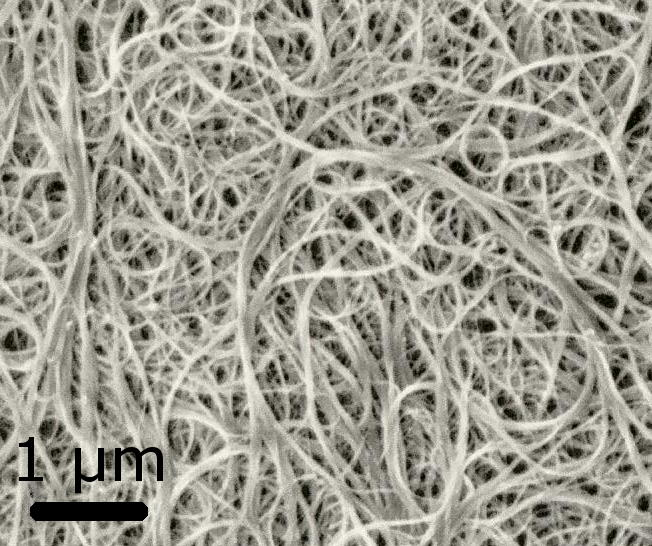
صورة مجهرية باستخدام مجهر المسح النفقي لحزم الأنابيب النانوية الكربونية.

تتكون الأنابيب النانوية متعددة الجدران من طبقاتٍ عديدةٍ مطويةٍ أو ملفوفةٍ (أنابيب متراكزة) من الغرافيت. ويوجد هناك نموذجان يمكن استخدامهما لوصف هياكل وبنى الأنابيب النانوية متعددة الجدران. ففي نموذج الدمية الروسية (ماتريوشكا) ، تم ترتيب صفائح الغرافين على شكل أسطوانات متمركزة. على سبيل المثال أنبوب نانوي أحادي الجدار (0.8) داخل أنبوب نانوي أحادي الجدار أكبر حجماً (0.17). أما في نموذج  لفيفة الرق، يتم طي صفيحة من الغرافين حول بعضها البعض، ممثلةً شكل لفيفةٍ من الرق أو جريدةٍ ملفوفةٍ. مع ملاحظة أن المسافة تتقارب في ما بين الطبقات الداخلية للأنبوب النانوي متعدد الجدران من تلك المسافة الموجودة بين طبقات الغرافين في الغرافيت، تقريباً 3.4 Å.
وهنا يجب التأكيد على مكان أنابيب النانو الكربونية مزدوجة الجدران الخاص بسبب تركيبها وخواصها الشبيهة بالأنابيب النانوية أحادية الجدران، إلا أن مقاومتها للمواد الكيميائية تم تحسينها بصورةٍ كبيرة. ويصبح هذا من الضرورة عندما تكون الوظيفية مطلوبة (وهذا يعني تطعيم وتحين الوظائف الكيميائية على سكح الأنابيب النانوية) بهدف إضافة خصائص جديدةٍ للأنابيب النانوية الكربونية. وفي حالة الأنابيب النانوية أحادية الجدار، تقوم الوظيفية التساهمية بكسر بعضاً من الروابط التساهمية (المزدوجة) C=C، مخلفةً ورائها «ثقوباً» في تركيب على سطح الأنبوب النانوي ومن ثم تعديل كلاً من خصائصها الميكانيكية والكهربائية. أما في حالة الأنابيب النانوية مزدوجة الجدران، يتم تعديل الجدار الخارجي فقط. هذا وقد اُقْتُرِحَ تركيب الأنبوب النانوي مزدوج الجدران على مقياس الغرام لأول مرةٍ في عام 2003  بواسطة تقنية الترسيب الكيميائي للبخار بالاشتعال (بالإنجليزية: Combustion Chemical Vapor Deposition CCVD)‏، وذلك بالاختزال الانتقائي لمحاليل الأكسيد في كلٍ من الميثان والهيدروجين.

### الطارة أو الطوق

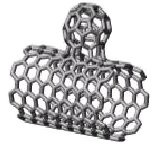
بنية برعم نانوي كربوني مستقرة.

يوصف البرعم النانوي الكربوني نظرياً على أنه أنبوب نانوي كربوني مطويّ داخل طارةٍ أو طوقٍ (حيث يأخذ شكل الدونوت أو الكعكة المحلاة). ومن المتوقع أن يكون للأطواق النانوية العديد من الخصائص الفريدة، ومنها يكون العزم المغناطيسي أكبر 1000 مرةً عما كان متوقعاً مسبقاً لأنصاف أقطارٍ خاصةٍ معينةٍ. كما تتنوع بعضاً من الخصائص ومنها العزم المغناطيسي، الثباتية الحرارية، إلخ وفقاً لنصف قطر الطوق أو الطارة وطارات الأنبوب جميعها.

### البرعم النانوي
تُعَدُ البراعم النانوية الكربونية موادً مُنْتَجَةً حديثاً، حيث تجمع متآصلات الكربون المكتشفة مسبقاً: وهي أنابيب النانو الكربونية والفولرينات. يتم ربط «البراعم» الشبيهة بالفوليرين بصورةٍ تساهميةٍ مع الجدران الجانبية الخارجية للأنبوب النانوي الكربوني الداخلي. وتتسم تلك المادة المهجنة بأنها تجمع خصائصاً مفيدةً لكلٍ من الفوليرينات والأنابيب النانوية الكربونية. وعلى الأخص، وُجِدَ أنها بواعثٌ استثنائيةٌ جيدةٌ للمواد. كما قد تلعب جزيئات الفوليرين، في المواد المركبة، وظيفة المثبتات الجزيئية والتي تمنع وتقي من انزلاق الأنابيب النانوية، ومن ثم تساعد في تحسين الخصائص الميكانيكية للمركب.

### الأنابيب النانوية الكربونية مكدسة الكأس
تختلف الأنابيب النانوية الكربونية مكدسة الكأس (بالإنجليزية:  Cup-stacked carbon nanotubes)‏ عن الهياكل الكربونية الأخرى شبيهة أحادية البعد (بالإنجليزية: quasi-1D carbon structure)‏ والتي تلعب دور موصل معدني للإلكترونات. حيث تُظْهِر الأنابيب النانوية الكربونية مكدسة الكأس سلوكاً شبه توصيلياً بسبب البنية الدقيقة المكدسة لطبقات الغرافين.

### أمثلة لأنابيب نانوية كربونية مميزة ومتطرفة

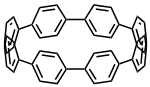
حلقي بارافينيلين.

أفادت التقارير أن  أطول  أنابيب نانوية كربونية (بطول وصل إلى 18.5 سنتيمتراً) ظهرت عام 2009. حيث تم تنميتها على ركائز السيليكون (بالإنجليزية:  Si substrates)‏ بواسطة استخدام طريقة ترسب كيميائي للبخار بالإضافة إلى تقديم حزم منتظمة متجانسة إلكترونياً من الأنابيب النانوية الكربونية أحادية الجدار.
في حين كان أقصر أنبوب نانوي كربوني مركبًا حلقيًّا من البارافينيلين العضوي والذي تم تركيبه في أوائل سنة 2009.
كما أن أرفع أنبوب نانوب كربوني هو على شكل (ذراع الكرسي أو الأريكي الشكل) (2.2) سنتيمتراً، حيث يصل قطره إلى 3 Å. وقد نما هذا الأنبوب النانوي الكربوني داخل أنبوب نانوي كربوني متعدد الجدران. وتم تطبيق نموذج الأنبوب النانوي الكربوني من خلال دمج حسابات كلٍ من المجهر الإلكتروني النافذ عالي الدقة (بالإنجليزية: high-resolution transmission electron microscopy)‏، مطيافية رامان (بالإنجليزية: Raman spectroscopy)‏، والنظرية الدالية للكثافة (بالإنجليزية: density functional theory)‏.
كما أن أكثر الأنابيب النانوية الكربونية نحافةً وقائمةً بذاتها يقارب قطرها 4.3 Å. وقد اقترح الباحثون أنه قد يكون أنبوباً نانوياً أحادي الجدار بأقطار (5.1) أو (4.2)، إلا أن النوع المحدد للأنبوب النانوي الكربوني ما زال محط تساؤلٍ واستفهامٍ. هذا وتم تحديد الأنابيب النانوية الكربونية ذات الأقطار (3.3)، (4.3)، و (5.1) (حيث تترواح جميعها حول طول قطرٍ يصل إلى 4 Å) بوضوحٍ باستخدام صورةٍ أكثر تصحيحاً للانحراف الناتج عن المجهر الإلكتروني النافذ عالي الدقة. على الرغم من ذلك، فقد وُجِدَت داخل الأنابيب النانوية الكربونية مزدوجة الجدران كذلك.

## الخصائص

### القوة
تتسم الأنابيب النانوية الكربونية بأنها الأقوى، الأكثر صلابةٍ، وجموديةٍ بين المواد التي تم اكتشافها من حيث مقاومة الشد ومعامل المرونة على التوالي. وتنتج تلك القوة والصلابة من روابط sp² التساهمية والمكونة فيما بين ذرات الكربون الفردية. حيث تم اختبار أنبوب نانوي كربوني متعدد الجدران في عام 2000 بهدف الحصول على درجة مقاومته للشد التي وصلت إلى 63 غيغا باسكال. (وهذا، للتوضيح، يعادل القدرة على تحمل ضغطٍ وزنٍ يكافيء إلى 6422 كيلو غراماً على كابل أو سلك بقطاع عرضيِّ يصل إلى 1 مليمتراً مربعاً.) وبسبب أن للأنابيب النانوية الكربونية كثافة منخفضة بالنسبة للمواد الصلبة تتراوح من 1.3 إلى 1.4  غرام•سم−3،  فإن مقاومتها النوعية والتي تصل إلى 48,000 كن•م•كغ−1 هي الأفضل فيما بين المواد المعروفة، مقارنةً بتلك الخاصة بالصلب مرتفع الكربون والتي تصل إلى 154 كن•م•كغ−1.
وتحت شد الالتواء المفرط، تخضع الأنابيب للتشوه اللدن (بالإنجليزية: plastic deformation)‏، مما يعني حدوث تشوهٍ دائمٍ. ويبدأ التشوه عند عمليات التواءٍ تصل تقريباً إلى 5%، ويمكن زيادة الحد الأقصى لالتواء الأنابيب قبل الكسر عن طريق إطلاق طاقة الالتواء.
وهنا نلاحظ أن الأنابيب النانوية الكربونية ليست قويةٍ تقريباً تحت الضغط. وبسبب بنيتهم الجوفاء وارتفاع نسبة العرض إلى الارتفاع، فهي تميل إلى الانبعاج (بالإنجليزية: buckling)‏ عندما تخضع لظروف الضغط، الالتواء أو الانحناء.
| المادة                                                      | معامل يونغ (TPa) | مقاومة الشد (GPa) | الاستطالة عند الكسر (%) |
| ----------------------------------------------------------- | ---------------- | ----------------- | ----------------------- |
| الأنابيب النانوية أحادية الجدار                             | ~1 (from 1 to 5) | 13–53ت            | 16                      |
| الأنابيب النانوية أحادية الجدار أريكية (ذراع الأريكة) الشكل | 0.94ن            | 126.2ن            | 23.1                    |
| الدواني أو الكايرالي المعوجة                                | 0.94ن            | 94.5ن             | 15.6–17.5               |
| الدواني أو الكايرالي الدوانية أو الكايرالية                 | 0.92             |                   |                         |
| الأنابيب النانوية الكربونية متعددة الجدران                  | 0.27ت–0.8ت–0.95ت | 11ت–63ت–150ت      |                         |
| الصلب أو الفولاذ غير القابل للصدأ                           | 0.186ت–0.214ت    | 0.38ت–1.55ت       | 15–50                   |
| كيفلر–29&149                                                | 0.06ت–0.18ت      | 3.6ت–3.8ت         | ~2                      |

حيث: ت تشير إلى الملاحظة التجريبية، بينما ن تشير إلى التنبؤات النظرية
وتشير المناقشة السابقة إلى الخصائص المحورية للأنبوب النانوي، بينما تقترح الاعتبارات الهندسية أن الأنابيب النانوية الكربونية يجب أن تكون أكثر طراوة في الاتجاه الشعاعي عن تلك على طول محور الأنبوب. وتشير الملاحظة والفحص عبر استخدام المجهر الإلكتروني النافذ للمرونة الشعاعية أنه حتى قوى فان دير فالس لها القدرة على تشويه أنبوبين نانويين متجاورين. كما أشارت تجارب الثلم النانوي (بالإنجليزية:  Nanoindentation)‏ والتي تمت من قبل مجموعاتٍ عدة على الأنابيب النانوية الكربونية متعددة الجدران،  إلى أن قيمة معامل يونغ لها يعادل عدة وحدات غيغا باسكال، مما يؤكد أن الأنابيب النانوية الكربونية هي في الواقع طرية في الاتجاه الشعاعي نصف القطري.

### الصلادة
يُعتَبَر الألماس أكثر المواد صلادةً. ويتحول الغرافيت تحت ظروف الحرارة العالية والضغط العالي إلى الألماس. نجحت إحدى الدراسات في تركيب أو تصنيع مادةٍ عالية الصلادة من خلال ضغط الأنابيب النانوية أحادية الجدار إلى ما فوق 24 غيغا باسكال في درجة حرارة الغرفة. كما تم قياس صلادة تلك المادة الجديدة بالمثلم النانوي (بالإنجليزية: nanoindenter)‏ لما بين 62- 152 غيغا باسكال. في حين أن صلادة عينات الألماس ونتريد البورون المرجعية تتراوح بين 150- 62 باسكال، على التوالي. في حين يفوق معامل المرونة الحجمية للأنابيب النانوية الكربونية أحادية الجدار المضغوطة والذي يُقَدَر ب462- 546 باسكال، معامل الألماس الذي يصل إلى 420 باسكال.

### الحركية
تتسم الأنابيب النانوية الكربونية متعددة الجدران بأنها أنابيب نانوية كربونية متعددة ومتمركزة بدقة وبصورةٍ متداخلةٍ مع بعضها البعض. وتظهر هذه الأنابيب خاصية انزلاق الأسطوانات فوق بعضها البعض كما في المقراب (التليسكوب)، والتي بموجبها قد ينزلق محور الأنبوب النانوي الداخلي، غالباً بدون احتكاك، داخل غلاف الأنبوب النانوي الخارجي، مما يخلق أو ينتج محامل ذرية خطية أو دورانية. ومن ثم، فيُعَدُ هذا النموذج من الأمثلة الأولى الحقيقية للتقانة النانوية الجزيئية، والمتمثلة في التوضع الدقيق للذرات لإنتاج آلاتٍ مفيدةٍ. وقد استُخْدِمَت تلك الخاصية بالفعل لإنتاج أصغر محركٍ دوارٍ في العالم أجمع. كما تم وضع تصوراتٍ للتطبيقات المستقبلية ومنها المذبذبات الميكانيكية الغيغاهرتزية.

### الكهربائية
بسبب التناظر والتركيب الإلكتروني الفريد للغرافين، فإن بنية الأنبوب النانوي تؤثر بصورةٍ قويةً على خصائصها الكهربائية. فلو كانت قيمة n قيمة = m في حالة الأنبوب النانوي الذي تم ذكره مسبقاً (n,m) فإن الأنبوب النانوي يكون فلزي (شبيه بناقلية الفلزات)؛ أما لو كانت قيمة n − m هي ثلاثة أضعافً من 3، فإن الأنبوب النانوي يكون شبه موصلاً ذا فجوةٍ نطاق صغيرةٍ، ودون ذلك يكون الأنبوب النانوي شبه موصلٍ موجبٍ معتدلٍ. ومن ثم، فإن كل الأنابيب النانوية أريكية الشكل (n = m) هي معدنيةٍ، في حين تكون الأنابيب النانوية (6.4)، (9.1)، إلخ أشباه موصلاتٍ.
على الرغم من ذلك، فللقاعدة استثناءاتها، بسبب أن تأثيرات الانحناء في الأنابيب النانوية الكربونية صغيرة القطر قد تؤثر بقوةٍ على الخصائص الكهربائية. ومن ثم، فإن الأنبوب النانوي الكربوني أحادي الجدار (5.0) والذي كان يجب أن يكون شبيه موصلٍ يكون في الواقع فلزي وفقاً للحسابات. وعلى نفس المنوال، وبصورةٍ معكوسةٍ – فإن الأنابيب النانوية الكربونية أحادية الجدار متعرجة وأريكية الشكل ذات الأقطار الصغيرة والتي يجب أن تكون فلزية، لها فجوة محدودة (تظل الأنابيب النانوية أريكية الشكل معدنية). ووفقاً للنظرية، فإن الأنابيب النانوية المعدنية لها القدرة على حمل ونقل كثافة التيار الكهربائي 4 × 109 A/cm2 والتي تزيد عن 1.000 مرةً عن تلك الخاصة بفلزات مثل النحاس.
في حين تُظْهِر الأنابيب النانوية الكربونية متعددة الجدران ذات القشور الداخلية المتداخلة معاً موصلية فائقة مع درجة حرارةٍ انتقالية عالية نسبياً Tc = 12 درجة حرارةٍ مطلقةٍ. وعلى النقيض، فإن Tc قيمة أسية أقل بالنسبة للحبال المكونة للأنابيب النانوية الكربونية أحادية الجدار أو تلك الخاصة بالأنابيب النانوية متعددة الجدران ذات القشور أو الأغلفة العادية غير المتداخلة مع بعضها البعض.

### البصرية
تشير الخصائص البصرية لأنابيب النانوية الكربونية إلى الامتصاص والضيائية الضوئية ومطيافية رامان للأنابيب النانوية الكربونية. تعد الخصائص البصرية ذات أهمية كبيرة، من منطلق صناعي، إذ أنها يمكن أن تساهم في تحديد نوعية الأنابيب النانوية الكربونية المنتجة، وذلك في تحديد المحتوى الكربوني، والبنية (اليدوانية) والكشف عن العيوب البنيوية.
من المتوقع أن تسخر الخصائص البصرية للأنابيب النانوية الكربونية في مجال الصمامات الثنائيية الباعثة للضوء  وفي المكاشيف الضوئية  إن الخاصة المميزة لهذه التطبيقات ليست في كفاءتها، إذ لا تزال ضعيفة، إنما في انتقائيتها لطول موجة الإصدار والكشف، وبإمكانية تحسينها عن طريق بنية الأنابيب النانوية.

### الحرارية
من المتوقع أن تكون الأنابيب النانوية جميعها موصلات جيدة للحرارة على طول الأنبوب، مما يظهر خاصية معروفة باسم «التوصيل الباليستي» (بالإنجليزية: ballistic conduction)‏، إلا أنها في الوقت ذاته تلعب دور عوازلٍ جيدةٍ لمحور الأنبوب بصورةٍ أفقيةٍ. هذا وقد أظهرت التجارب أن للأنابيب النانوية الكربونية أحادية الجدار القدرة على توصيل درجة حرارة الغرفة على طول محورها لما يصل إلى 3500 W•m−1•K−1؛  ولنقارن هذا بالنحاس، وهو فلز معروف بأنه موصل جيدة للحرارة، حيث ينقل 385 W•m−1•K−1. حيث أن للأنابيب النانوية الكربونية أحادية الجدار خاصية نقل أو توصيل درجة حرارة الغرفة عبر محورها لما يقارب 1.52 W•m−1•K−1، والذي هو تقريباً موصل حرارياً كالتربة. كما تـُقَدَر ثباتية درجة الحرارة للأنابيب النانوية الكربونية بما قد يصل إلى 2800 °س في الفراغ وإلى ما يصل إلى 750 °س في الهواء.

### العيوب والتشوهات
كما هو الحال مع المواد جميعها، فإن وجود أي تشوه بلوري (بالإنجليزية: crystallographic defect)‏ يؤثر على خصائص المادة. حيث قد تقع التشوهات على صورة فجوات ذرية (بالإنجليزية: vacancy defect)‏. كما أن المستويات العليا لمثل تلك التشوهات قد تُقَلِص من قوة الشد بمقدار يصل إلى 85%. وتمثل تشوهات ستون ويلز (بالإنجليزية: Stone Wales defect)‏ صورةً أخرى للتشوهات المتواجدة بالأنابيب النانوية الكربونية، والتي تخلق زوج خماسي وسباعي من خلال إعادة ترتيب الروابط. وبسبب البنية متناهية الصغر للأنابيب النانوية الكربونية، فإن قوة الشد للأنبوب تعتمد على القطاع الأضعف في سمةِ مماثلةٍ للسلسلة، حيث تصبح قوة أضعف وصلة هي القوة القصوى للسلسلة.
كما تؤثر العيوب البلورية كذلك على الخصائص الكهربائية للأنبوب. ومن ضمن النتائج الشائعة، قدرة منخفضة على التوصيل عبر المنطقة المعيبة بالأنبوب. كما أن وجود تشوهٍ في الأنبوب النانوي أريكي الشكل (والذي له القدرة على توصيل الكهرباء) قد يتسبب في أن تصبح المنطقة المحيطة شبه موصلةٍ بدلاً من كونها موصلةً للكهرباء، كما أن للفجوات أحادية الذرة خصائصاً مغناطيسيةً.
هذا وتؤثر التشوهات البلورية بصورةٍ واضحةٍ قويةٍ على الخصائص الحرارية للأنبوب. فقد تؤدي مثل تلك التشوهات إلى تشتت الفونون، والذي بدوره يزيد من معدل استرخاء هذه الفونونات، مما يؤدي إلى تقليل متوسط المسار الحر ويُقَلِص كذلك من القدرة على التوصيل الحراري لبنى الأنابيب النانوية الكربونية. وتشير محاكاة أو تمثيلات انتقال الفونون إلى أن العيوب البديلة كالنيتروجين أو البورون تؤدي بصورةٍ أساسيةٍ إلى تشتيت الفونونات البصرية عالية التردد. على الرغم من ذلك، فإن التشوهات الكبيرة مثل تشوهات ستون ويلز تُسَبِب تشتتٍ للفونون على نطاقٍ واسعٍ من الترددات، مما يؤدي إلى تقلصٍ أكبرٍ للقدرة على التوصيل الحراري.

### النقل أحادي البعد
بسبب الأبعاد النانوية، لا تنتشر الإلكترونات إلا على طول محور الأنبوب ويتضمن نقل الإلكترون العديد من التأثيرات الكمومية. ونتيجةً لهذا، فإنه كثيراً ما يُشار إلى الأنابيب النانوية الكربونية بصورةٍ متكررةٍ «بأحادية البعد».

### السمية
شغلت قضية تحديد سُمِّيَة الأنابيب النانوية الكربونية واحدةٍ من التساؤلات الملحة في مجال التقانة النانوية. ولسوء الحظ، فإن الأبحاث المُقَرِرة لتلك المسألة قد بدأت لتوها. ومن ثم، فما زالت البيانات التي يتم تجميعها متفرقة ومشتتة بالإضافة إلى أنها تخضع للكثير من الانتقادات. إلا أن النتائج الأولية أبرزت صعوبات تقويم سُمِّيَة هذه المادة المتغايرة غير المتجانسة. وهنا يُلاحظ أن لبعض المعايير أو العوامل كالبنية وتوزيع الحجم ومساحة السطح وكيمياء السطح وشحنة السطح، وكذلك حالة التكتل بالإضافة إلى نقاء العينات، تأثيراتٍ واضحةٍ ملموسةٍ على تفاعلية الأنابيب النانوية الكربونية. على الرغم من ذلك، أظهرت البيانات المتاحة بوضوحٍ أنه، تحت ظروفٍ معينةٍ، تعبر الأنابيب النانوية الحواجز الغشائية، والتي تفترض أنه في حال وصول المواد الخام إلى الأعضاء فمن الممكن أن يكون لها تأثيراتٍ ضارةٍ كالتفاعلات الالتهابية والتلفية.
كما أظهرت دراسةٌ أجرتها أليكسندرا بورتر من جامعة كامبريدج أن الأنابيب النانوية الكربونية لها القدرة على دخول الخلايا البشرية وتتجمع في الهَيُولَى أو هَيُولَى الخَلِيَّة، مما يسفر عن موت الخلية.
كما أوضحت الدراسات التي أجريت على القوارض بصورةٍ جماعيةٍ أنه بغض النظر عن العملية التي من خلالها يتم تركيب وتصنيع الأنابيب النانوية الكربونية وأنواع وكميات المعادن التي تحتوي عليها، فإن للأنابيب النانوية الكربونية القدرة على التسبب في الالتهابات، الأورام الحبيبية شبه الظهارية أو العقيدات المجهرية (بالإنجليزية: Epithelioid granulomas)‏، التليف، والتغيرات الكيميائية الحيوية-السُمِّية في الرئتين. هذا وقد أظهرت الدراسات التي أُجْرِيَت على السمية المقارنة والتي أُعْطِيَت فيها الفئران أوزانٍ متساويةٍ من موادٍ اختباريةٍ، أن الأنابيب النانوية الكربونية أحادية الجدار كانت أكثر سميةٍ من معدن المرو، والذي يُمَثِل تهديداً صحياً مهنياً خطيراً عندما يتم استنشاقه بصورةٍ مزمنةٍ (لفترةٍ زمنيةٍ طويلةٍ). وكمجموعةٍ ضابطةٍ، أظهر استخدام أسود الكربون متناهي الصغر تسببها في وقوع تأثيراتٍ ضئيلةٍ بالرئة.
مع ملاحظة أن الأنابيب النانوية الكربونية إبرية الشكل، والشبيهة بألياف الأسبوستوس النسيجية، تثير المخاوف من أن الانتشار العريض لاستخدام الأنابيب النانوية الكربونية قد يؤدي إلى الإصابة أورام المتوسطة، وهي عبارة عن سرطان يصيب بطانة الرئتين وغالباً ما يكون السبب ورائه التعرض لألياف الأسبستوس. هذا وقد أيدت دراسةٌ استطلاعيةٌ حديثةٌ هذا التنبؤ. كما عرض العلماء البطانة الظهارية لتجويف جسم الفأر، كبديلٍ للبطانة الظهارية لتجويف صدر الفأر، إلى أنابيب نانوية كربونية متعددة الجدران طويلة ولاحظوا وجود رد فعل شبيه بالأسبستوس معتمداً على الطول وممرِضاً، والذي تضمن التهابات وتكون جروحٍ أو أضرارٍ معروفةٍ باسم الأورام الحبيبية. واختتم مؤلفوا تلك الدراسة أن:
«تمثل تلك النتائج أهميةً كبيرةً لا يمكن إغفالها، بسبب أن المجتمعات البحثية وقطاعات الأعمال تستمر في عمليات الاستثمار بصورةٍ ضخمةٍ في مجال تصنيع الأنابيب النانوية الكربونية وتطبيقها على نطاقٍ واسعٍ من المنتجات تحت شعار أنها لا تتسبب في أية مخاطرٍ تفوق مخاطر الغرافيت. كما أظهرت نتائجنا ضرورة الحاجة إلى إجراء المزيد من الأبحاث والحذر التام قبيل توفير مثل تلك المنتجات في السوق إن أُمْكِنَ تجنب الأذى طويل المدى.»
في حين علق المؤلف المساعد لتلك التجربة د. أندرو مينارد أن:
«تُعَدُ تلك الدراسة من نوعية الأبحاث الإستراتيجية عالية التركيز والمطلوبة لضمان سلامة ومسؤولية تطوير وتنمية تقانة النانو. فهي تُشْرِفُ وتختص بدراسة موادٍ نانويةٍ خاصةٍ، من المتوقع لها أن يكون لها تطبيقاتٍ تجاريةٍ عريضة النطاق وتطرح بعض التساؤلاتٍ حول المخاطر الصحية الخاصة الناجمة عن عمليات الإنتاج تلك. على الرغم من أن العلماء أثاروا مخاوفهم وقلقهم حول سلامة تصنيع واستخدام الأنابيب النانوية الكربونية الطويلة والرفيعة لما يقارب العقد من الزمن، فإنه مع عدم وجود أيٍ من المتطلبات البحثية ضمن بيئة تقانة النانو الأمريكية الفيدرالية (الاتحادية) الحالية، فإن إستراتيجية أبحاث المخاطر الصحية والسلامة تخاطب هذا التساؤل.» 
وعلى الرغم من ضرورة الحاجة إلى المزيد من الأبحاث الإضافية في المجال، إلا أن النتائج التي تم تقديمها اليوم تظهر بوضوح أنه، تحت ظروفٍ محددةٍ، وخاصةً تلك المرتبطة بالتعرض المزمن، فإن الأنابيب النانوية الكربونية قد تسفر عن وقوع أضرارٍ خطيرةٍ للصحة البشرية." 

## التركيب أو التصنيع

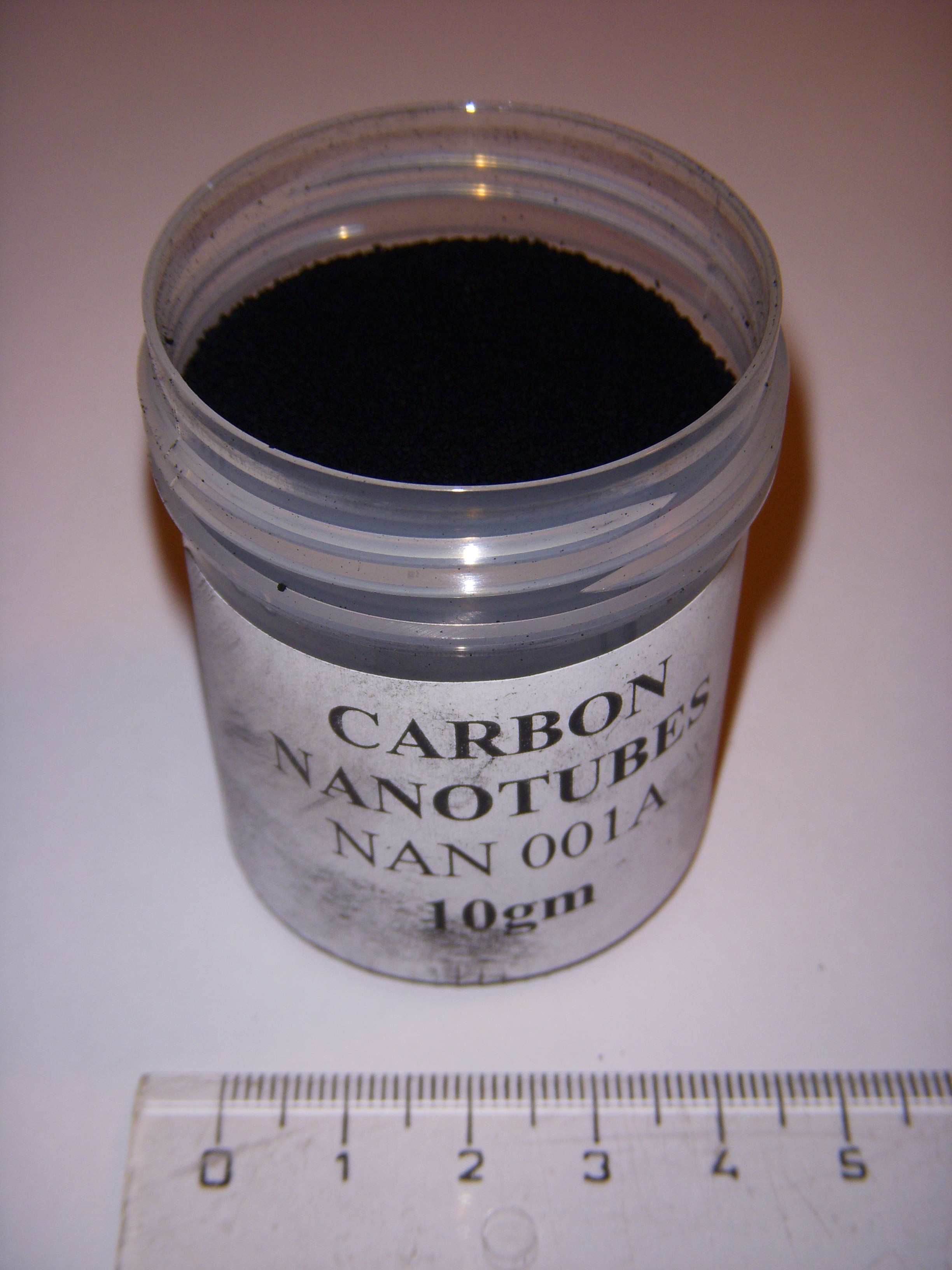
مسحوق أنابيب نانوية كربونية.

تطورت الأساليب المستخدمة لإنتاج الأنابيب النانوية ذات الأحجام المتناسبة والمعقولة، وكان من بينها؛ تفريغ القوس الكهربائي والتذرية الليزرية، أول أكسيد الكربون عالي الضغط، والترسيب الكيميائي للبخار. مع ملاحظة أن معظم تلك العمليات تقع تحت الفراغ أو مصاحبةً مع غازات نبيلة. حيث يمكن إنتاج الأنابيب النانوية الكربونية من تنامي الترسيب الكيميائي للبخار في الفراغ أو تحت الضغط الجوي.

### تفريغ القوس الكهربائي
لوحظ تواجد الأنابيب النانوية الكربونية عام 1991 في سخام الكربون أقطاب الغرافيت أثناء عملية تفريغ القوس، من خلال استخدام تيار شدته 100 أمبير، والتي قُصِدَ منها إنتاج الفلورين. على الرغم من ذلك، قام باحثان بأول عملية إنتاجٍ للأنابيب النانوية الكربونية المجهرية تمت خلال عام 1992 في معمل الأبحاث الرئيسي التابع لشركة إن إي سي. وكانت الطريقة المستخدمة مثلها مثل الطريقة التي استخدمت قبل ذلك في عام 1991. حيث تسامى الكربون الداخل في تركيب أقطاب الغرافيت السالبة بسبب درجة حرارة التفريغ العالية. وبسبب أن ذلك الأسلوب يمثل الطريقة المستخدمة في اكتشاف تواجد الأنابيب النانوية الكربونية، فقد أصبح أكثر طريقةٍ واسعة الانتشار في تركيب وتصنيع الأنابيب النانوية.
ويمثل عائد تلك الطريقة ما يُقَدَرُ بحوالي 30% من حيث الوزن وتقوم بإنتاج الأنابيب النانوية الكربونية أحادية الجدار ومتعددة الجدران كلتيهما بأطوال تصل إلى 50 ميكرومتراً بأقل عيوبٍ بنائيةٍ.

### تذرية ليزرية
يُبَخِرُ الليزر النابض في أثناء عملية التذرية الليزرية الغرافيت الهدف في مفاعل ذو درجة حرارة مرتفعة، في حين يضخ الغاز الخامل عبر أرجاء حجرة المفاعل. وهنا نلاحظ أن الأنابيب النانوية الكربونية تنمو وتتطور على الأسطح الأبرد للمفاعل حيث يتكثَّف الكربون المتبخِر. ومن ثم، يمكن دمج سطحٍ مُبَرَدٍ بالماء ضمن النظام بهدف تجميع الأنابيب النانوية.
طور د. ريتشارد سمولي تلك العملية بمعاونة مساعديه في جامعة رايس، والذين في أثناء وقت اكتشاف الأنابيب النانوية الكربونية، كانوا يقومون بتسليط الليزر على المعادن لإنتاج جزيئاتٍ معدنيةٍ متنوعةٍ. وعندما سمعوا بوجود ما يسمى الأنابيب النانوية، قاموا باستخدام الغرافيت بدلا من المعادن لإنتاج أنابيب نانوية كربونية متعددة الجدران. وفي وقتٍ لاحقٍ من هذا العام، استخدم الفريق مركباً من الغرافيت وجسيمات حفاز معدنية (وكان أفضل منتجٍ يتم الحصول عليه من خليط الكوبلت والنيكل) بهدف تركيب الأنابيب النانوية الكربونية أحادية الجدار.
وصل مردود طريقة التذرية الليزرية إلى ما يُقارب 70% بالإضافة إلى أنها أنتجت الأنابيب النانوية الكربونية أحادية الجدار ذات الأقطار المُتَحَكَمُ بها والتي جرى التحكم بها بواسطة درجة حرارة التفاعل. إلا أنها على الرغم من ذلك، تُعَدُ باهظة التكاليف عن عمليتي تفريغ القوس الكهربائي أو التوضع (الترسب) الكيميائي للبخار كلتيهما.

### الترسيب الكيميائي للبخار

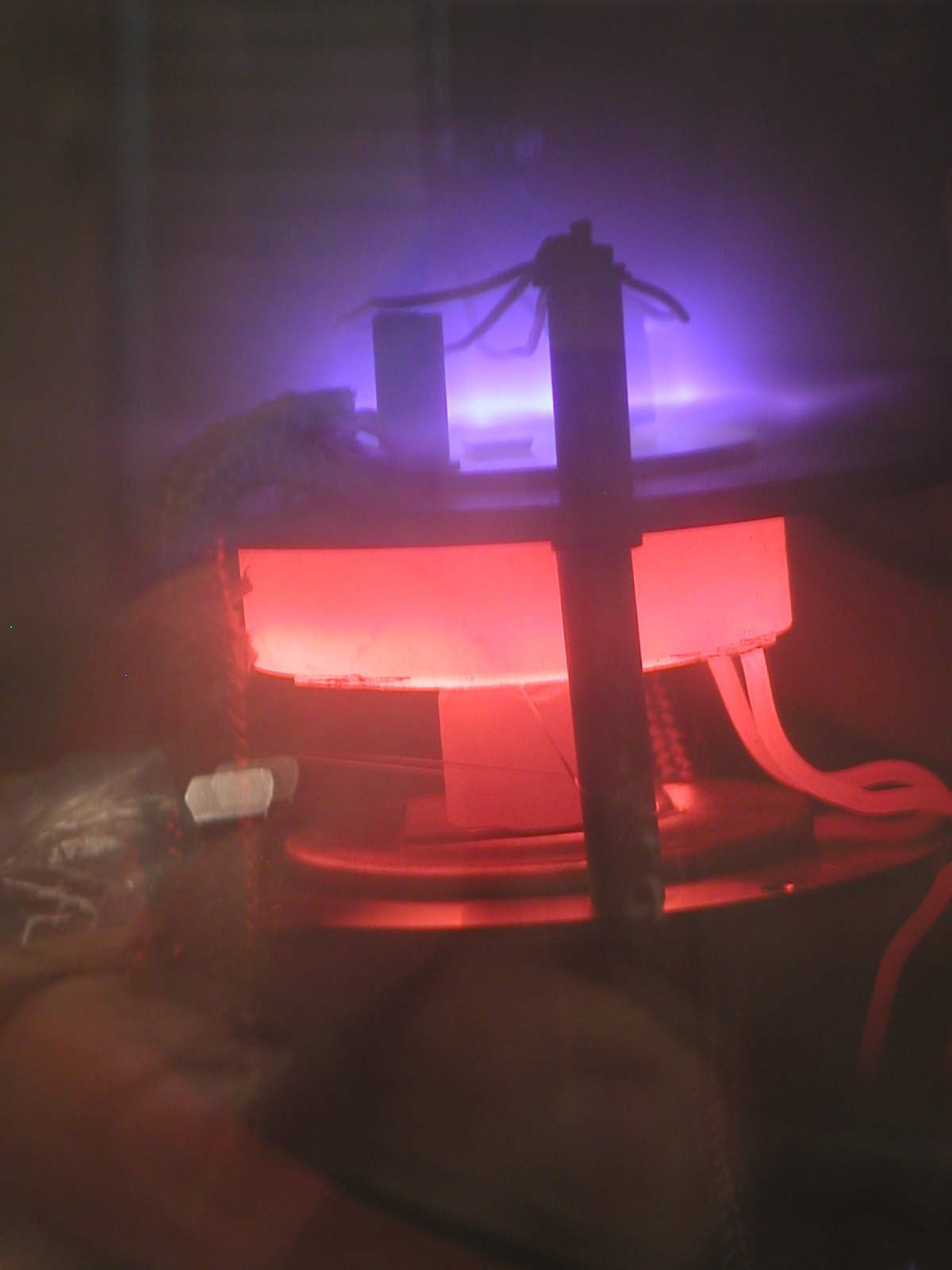
أنابيب نانوية نمت بواسطة بالترسيب الكيميائي للبخار المدعم بالبلازما.

أفادت التقارير حدوث أول عمليةٍ لمرحلة الترسيب الكيميائي للبخار في عام 1959،  إلا أنه لم تتكون الأنابيب النانوية الكربونية بواسطة تلك العملية إلا في عام 1993. في حين طور الباحثون في جامعة سينسيناتي في عام 2007 عمليةً لتنمية صفائف الأنابيب النانوية الكربونية المصطفة مع بعضها البعض بطول 18 مليمتراً على أول نظام نمو لأنبوب نانوي كربوني ET3000 بحسب ما أُطلق عليه.
وفي أثناء عملية التوضع الكيميائي للبخار، يتم تجهيز ركيزة مع طبقةٍ من جسيمات حفاز معدنية، والتي غالباً ما تكون النيكل، الكوبلت،  الحديد أو مزيجاً منها. هذا ومن الممكن إنتاج الجسيمات النانوية المعدنية بطرقٍ أخرى، منها اختزال الأكاسيد أو محاليل الأكاسيد الصلبة. وترتبط أقطار الأنابيب النانوية التي تنمو بحجم الجسيمات المعدنية. ويمكن ضبط هذا من خلال ترسيب المعدن المنقوش أو (المغطى)، تخمير المعادن حراريا، أو من خلال خرط البلازما لطبقة المعدن. ويتم تسخين الركيزة إلى نحو 700 درجةٍ مئويةٍ تقريباً. ولبدء عملية نمو الأنابيب النانوية، يتم ضخ غازين إلى داخل المفاعل: وهما غاز معالج (على سبيل المثال؛ غاز الأمونيا، النيتروجين أو الهيدروجين) مع غازٍ حاوي على الكربون (ومنه على سبيل المثال؛ غاز الأسيتيلين، الإيثيلين، الإيثان أو الميثان). ثم تنمو الأنابيب النانوية الكربونية في مواقع البلورة المعدنية؛ حيث يُكَسِّرُ الغاز المحتوي على الكربون على سطح الجسيم المُحَفِز، ثم ينتقل الكربون إلى حواف الجسيم، حيث يُشَكِّل الأنابيب النانوية. وما زالت هذه الآلية في طور الدراسة. ونلاحظ أن الجسيمات المحفزة قد تظل باقيةً على أطراف الأنبوب النانوي النامي خلال عملية النمو أو الإنتاج، أو تَظِلُ عند قاعدة الأنبوب النانوي، وذلك وفقاً للالتصاق أو الالتحام فيما بين الجسيم المُحَفِز والركيزة. كما أن عملية التحلل التحفيزي الحراري للهيدروكربون أصبحت مساحةً نشطةً للبحث والتجريب، بالإضافة إلى أنها تُعَدُ مجالاً واعداً لإنتاج النصيب الأكبر من الأنابيب النانوية الكربونية. هذا ويلعب مفاعل المهد المسيل (بالإنجليزية:  Fluidised bed reactor)‏ المفاعل الأوسع استخداماً لتجهيز الأنابيب النانوية الكربونية. إن تحويل المفاعل على النطاق الصناعي يمثل تحدياً رئيسياً في هذا المجال.
ومن ثم تُعَدُ عملية الترسيب الكيميائي للبخار طريقةً شائعةً للإنتاج التجاري للأنابيب النانوية الكربونية. ومن أجل ذلك الغرض، يتم خلط الجسيمات المعدنية النانوية مع المُدَعِّم المحفِّز مثل MgO أو Al2O3 لزيادة مساحة السطح لتحقيق عائد (مردود) أعلى من التفاعل التحفيزي لمواد التلقيم الكربونية مع الجسيمات المعدنية. ومن إحدى القضايا المتجسدة في مسار التركيب هذا تتمثل في إزالة التدعيم المحفِّز من خلال المعالجة الحمضية، والتي قد تُدَمِر في بعض الأحيان البنية الأصلية للأنابيب النانوية الكربونية. على الرغم من ذلك، فقد أثبتت المدعمات التحفيزية البديلة، والقابلة للذوبان في الماء، أنها فعالة في عملية نمو الأنابيب النانوية.
في حال تم إنتاج البلازما من خلال تطبيق مجالٍ كهربائيٍ قويٍ خلال عملية النمو (ترسب كيميائي مُدعم بالبلازما للبخار*)، فإن نمو الأنبوب النانوي سيتبع اتجاه المجال الكهربائي. وبتعديل بناء المفاعل، يصبح من الممكن تركيب الأنابيب النانوية الكربونية المصطفة عمودياً  (بمعنى أن تكون الأنابيب متعامدةً على الركيزة)، وهو ذلك التكوين الذي يمثل مصدر شغفٍ واهتمامٍ للباحثين المهتمين في انبعاث الإكترون من الأنبوب النانوي. فبدون البلازما، غالباً ما تكون الأنابيب النانوية الناتجة عن عملية النمو عشوائية التوجه. كما أنه تحت بعض ظروف وشروط التفاعل، حتى مع غياب البلازما، فإن الأنابيب النانوية المتقاربة في المسافة ستظل محافظةً على اتجاه نموها العمودي الناجم عن الحزمة الكثيفة من الأنابيب المشابهة لسجادةٍ أو غابةٍ.
مما يجعلنا نقر أنه من بين كل الطرق المستخدمة لإنتاج الأنابيب النانوية الكربونية، فإن عملية الترسب الكيميائي للبخار أثبتت أنها الأكثر وعيداً من أجل الترسب على الصعيد الصناعي، بسبب نسبة السعر/ الوحدة، وكذلك بسبب أن الترسب الكيميائي للبخار قادراً على إنماء الأنابيب النانوية الكربونية مباشرةً على الركيزة المرغوبة، في حين يجب أن يتم تجميع الأنابيب النانوية في طرق الإنماء الأخرى. حيث أن مواقع النمو يتم التحكم بها من خلال عملية الترسب الحذر للعامل المحفز. وفي عام 2007، قام فريقٌ من جامعة ميجو بإجراء عملية ترسيب كيميائية للبخار عالية الكفاءة من أجل إنماء الأنابيب النانوية الكربونية من الكافور. هذا وقد ركز الباحثون في جامعة رايس، تحت قيادة ريتشارد سمولي حتى وقتٍ قريبٍ، على إيجاد طرقٍ لإنتاج كمياتٍ ضخمةٍ ونقيةٍ من أنواعٍ معينةٍ من الأنابيب النانوية. حيث ساعدت منهجيتهم على إنماء أليافٍ من العديد من البذور الصغيرة والمقطوعة من أنبوب نانوي فردي؛ وكانت كل الألياف الناتجة عن تلك العملية لها نفس القطر كالأنبوب النانوي الأصلي الذي تم أخذ العينات منه ومن المتوقع لها أن تكون من نفس النوع الذي ينتمي إليه هذا الأنبوب النانوي الأصلي.

#### الإنماء الفائق للترسيب الكيميائي للبخار
طور كلٌ من كينجي هاتا، صوميو إيجيما والمعاونين لهما في المعهد الوطني لعلوم الصناعة والتقنية المتقدمة، باليابان، عملية الإنماء المفرط للترسب الكيميائي للبخار (الترسب الكيميائي للبخار بمساعدة الماء). حيث تحسن نشاط وعمر العامل المُحَفٍز بواسطة إضافة الماء إلى مفاعل الترسيب الكيميائي للبخار. ونتج عن تلك العملية إنتاج «غابات» أنابيب نانوية كربونية كثيفة بطول يصل إلى ميليمترٍ، وهي مصطفة بشكل عمودي على الركيزة. وهنا يمكن التعبير عن معدل نمو الغابات من خلال الصيغة التالية:
{\displaystyle H(t)={\beta }{\tau }_{o}({1-e^{-t/{\tau }_{o}}}).}
حيث:
تشير β في هذه المعادلة إلى معدل النمو المبدئي و{\displaystyle {\tau }_{o}} تشير إلى عمر العامل المحفز.
ويزيد سطحها النوعي عن 1,000 م2/غرام (مغطاه) أو 2,200 م2/غرام (غير مغطاه)،  مما يفوق قيمة 400–1,000 م2/غرام في عينات HiPco (تحويل CO تحت ضغط مرتفع). وهنا يُلاحظ أن كفاءة التحضير تزيد بنسبة 100 مرةٍ عن طريقة التذرية الليزرية. هذا وقد وصل الوقت المستغرق لإنتاج غابة أنابيب نانوية أحادية الجدار بارتفاع 2.5 مليمتراً باستخدام تلك الطريقة إلى 10 دقائق في عام 2004. مع ملاحظة أن غابات الأنابيب النانوية أحادية الجدار تلك يمكن فصلها بسهولةٍ عن العامل المُحَفِّز، مما يجعل الناتج الذي نحصل عليه مواد أنابيب نانوية أحادية الجدار (بنسبة نقاء>99.98%) بدون إجراء المزيد من عمليات التنقية. ولأجل المقارنة، فإن الأنابيب النانوية الكربونية التي تم إنمائها بطريقة HiPco تحتوى على نسبة شوائب معدنية تتراوح من 5- 35%؛  ومن ثم يتم تنقيتها بواسطة عمليتي التشتت والطرد المركزي واللتان تتسببان في تدمير الأنابيب النانوية وإفسادها. وتتجنب عملية الإنماء الفائق مثل تلك المشكلة. ومن ثم فقد تم تصنيع هياكل الأنابيب النانوية أحادية الجدار المزخرفة والمنتظمة بدرجةٍ عاليةٍ بنجاح بواسطة أساليب الإنماء الفائق.
وتصل كثافة كتلة (بالإنجليزية: Mass density)‏ الأنابيب النانوية فائقة النمو إلى ما يعادل 0.037 غ/سم3. وهي أقل بكثير من كثافة الكتلة لمساحيق الأنابيب النانوية الكربونية التقليدية والتي تُقَدَرُ بحوالي ~1.34 غ/سم3، ومن المحتمل أن هذا يرجع إلى أن الأخير يحتوي على معادن والكربون غير المتبلور (بالإنجليزية: Amorphous carbon)‏
وهنا تمثل طريقة الإنماء الفائق تنوعاً أساسياً لطريقة الترسيب الكيميائي للبخار. ومن ثم، فمن الإمكان إنماء المعادن المحتوية على الأنابيب النانوية الكربونية أحادية الجدار والأنابيب النانوية الكربونية مزدوجة الجدران والأنابيب النانوية الكربونية متعددة الجدران، بالإضافة إلى إمكانية تغيير النسب من خلال ضبط شروط النمو. حيث تتغير نسبهم من خلال التحكم بدرجة رقة العامل المحفز. ونلاحظ أنه يتم ضم العديد من الأنابيب النانوية الكربونية متعددة الأوجه ومن ثم يكون قطر الأنبوب عريضاً.
وتنشأ غابات الأنابيب النانوية الكربونية المصطفة عمودياً من «تأثير الاندفاع والانطلاق» (بالإنجليزية:  Zipping effect)‏ عندما تنغمس في مذيبٍ ثم يتم تجفيفها بعد ذلك. وينجم تأثير الانطلاق من التوتر السطحي للمذيب وقوى فان دير فالس بين الأنابيب النانوية الكربونية. حيث أنه (تأثير الانطلاق) يسبب اصطفاف الأنابيب النانوية داخل المادة الكثيفة، والتي قد تتشكل في بضعة أشكالٍ مختلفةٍ، ومنها الصفائح، والقضبان، ويتم ذلك بواسطة تطبيق الضغط الضعيف خلال العملية. ويزيد التكثيف من صلابة فيكرز (بالإنجليزية: Vickers hardness)‏ بما يقارب 70 مرةً، والكثافة تصل إلى 0.55 غ/سم3. ويزيد طول الأنابيب النانوية الكربونية المحزمة معاً عن 1 مليمتراً، كما أن لها نقاءً كربونياً يصل إلى 99.9% أو أعلى؛ كما أنها تكتسب خصائص الاصطفاف المرغوبة لغابة الأنابيب النانوية.

## بيئات اللهب الطبيعية، العرضية والمضبوطة
ليس بالضرورة أن يتم تصنيع أو إنتاج الفوليرينات والأنابيب النانوية الكربونية في المعامل عالية التقنية؛ حيث أنها غالباً ما تتشكل في مثل تلك الأماكن الدنيوية كألفحة لهبٍ عاديةٍ،  تُنْتَجُ من خلال حرق الميثان،  الإيثيلين،  والبنزين،  كما أنها وُجِدَت كذلك في السناج من الهواء الموجود داخل وخارج المنزل. على الرغم من ذلك، فإن تلك التنوعات التي تحدث طبيعياً قد تكون غير منتظمةٍ بدرجةٍ عاليةٍ في الحجم والجودة بسبب أن البيئة التي يتم إنتاجها فيها غالباً ما لا يمكن التحكم فيها وضبطها. ومن ثم، فعلى الرغم من أنه يمكن استخدامها في بعض التطبيقات، إلا أنها تفتقر إلى درجةٍ عاليةٍ من الاتساق اللازم لإرضاء جميع المتطلبات في مجالي الأبحاث والصناعة. مع ملاحظة أن الجهود الحالية تركزت حول إنتاج أنابيب نانوية كربونية أكثر إتساقاً في بيئات اللهب المضبوطة. وتتسم تلك الطرق بأنها واعدةً على قطاعٍ عريضٍ، كما أنها رخيصة التكلفة وينتج عنها أنابيب نانوية كربونية رخيصة الإنتاج، وذلك على الرغم من أنه يجب أن تتنافس مع الأنابيب النانوية الكربونية المنتجة بواسطة طريقة الترسيب الكيميائي للبخار واسعة الانتشار والمتنامية بسرعة.

## قضايا مرتبطة بالتطبيق

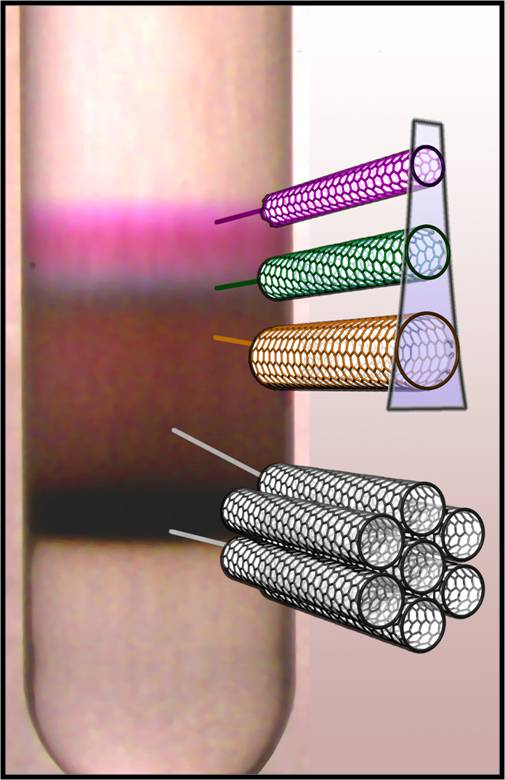
أنبوب للطرد المركزي به محلول لأنابيب نانوية كربونية، والتي تم تصنيفها بواسطة القطر باستخدام عملية التنبيذ الفائق Differential centrifugation متدرج الكثافة.

تعتمد العديد من التطبيقات الإلكترونية للأنابيب النانوية الكربونية بصورةٍ دقيقة على أساليب إنتاج كلٍ من الأنابيب النانوية الكربونية شبيهة الموصلات أو المعدنية بصورةٍ اختياريةٍ، ويُفَضَّلُ أن تكون لها يدوانيةً معينةً. مع ملاحظة أن العديد من طرق فصل الأنابيب النانوية الكربونية شبيهة الموصلات أو المعدنية معروفة، إلا أن معظمها ما زال غير مناسباً للعمليات التقنية على صعيدٍ واسع. حيث تعتمد أكثر طريقةٍ ذات كفاءةٍ على عملية التنبيذ الفائق متدرج الكثافة والتي تفصل الأنابيب النانوية ملفوفة -السطح بواسطة الاختلاف الصغير في كثافتها. وغالباً ما يتحول هذا الاختلاف في الكثافة إلى اختلافٍ في أقطار الأنابيب النانوية وخصائصها (شبه) الموصلة. ومن الطرق الأخرى للفصل تلك التي تقوم على استخدام تسلسل عملية التجميد، ثم الذوبان، ثم ضغط الأنابيب النانوية الكربونية أحادية الجدار التي تمثل جزءً لا يتجزء من هلام الأغاروز (بالإنجليزية: agarose)‏. وينتج عن تلك العملية محلولاً يحتوي على 70% أنابيب نانوية كربونية أحادية الجدار ويُخَلِّفُ الهلام محتوياً على 95% أنابيب نانوية كربونية أحادية الجدار من أشباه الموصلات. ويظهر المحلول المخفف المنفصل بواسطة هذه الطريقة العديد من الألوان. علاوةً على ذلك، فمن الممكن أن تنفصل الأنابيب النانوية الكربونية باستخدام طريقة كروماتوجرافيا العمود (بالإنجليزية: column chromatography)‏. ونلاحظ أن الناتج الذي نحصل عليه يتمثل في صورة 95% أنابيب نانوية كربونية أحادية الجدار من أشباه الموصلات و90% من الأنابيب النانوية الكربونية أحادية الجدار معدنية النوع.
بالإضافة إلى فصل الأنابيب النانوية الكربونية أحادية الجدار من أشباه الموصلات والمعدنية، فمن الممكن أيضاً تصنيف الأنابيب النانوية الكربونية أحادية الجدار اعتماداً على الطول، القطر، واليدوانية. وتم تحقيق أعلى تصنيف أعلى طول محلولٍ، مع تنوعٍ طوليٍ لأقل من 10%، من خلال كروماتوغرافيا الاستبعاد الحجمي (بالإنجليزية:  size exclusion chromatography)‏ لأنابيب نانوية كربونية مبعثرة في الحمض النووي. وقد تم فصل قطر الأنابيب النانوية الكربونية أحادية الجدار بواسطة تنبيذ فائق متدرج الكثافة  (بالإنجليزية:  density-gradient ultracentrifugation)‏ من خلال استخدام الأنابيب النانوية الكربونية أحادية الجدار مبعثرة في عوامل الفعالية السطحية، وكذلك من خلال كروماتوغرافيا تبادل الأيون لما بين الأنابيب النانوية الكربونية أحادية الجدار والحامض النووي كما تم تنقية اليدوانيات المفردة كذلك بواسطة كروماتوغرافيا تبادل الأيون لما بين الأنابيب النانوية الكروبنية أحادية الجدار والحمض النووي. (بالإنجليزية:  ion-exchange chromatography (IEC) for DNA-SWNT)‏: حيث يمكن استخدام قليل وحدات الحمض النووي القصير الخاص لعزل يدوانيات الأنابيب النانوية الكربونية أحادية الجدار المفردة. ومن ثم، فقد تم عزل حتى الآن 12 يدوانية بنقاوات تتراوح من 70% ما بين (8.3) و (9.5) أنابيب نانوية كربونية أحادية الجدار إلى 90% للأنابيب النانوية الكربونية أحادية الجدار (6.5)، (7.5) و (10.5). هذا وقد بُذِلَت جهودٌ ناجحةٌ لدمج هذه الأنابيب النانوية المنقاة داخل الأجهزة ومنها على سبيل المثال الترانزستور الحقلي.
تمثل تطوير وتنمية النمو الانتقائي للأنابيب النانوية الكربونية أشباه الموصلة أو المعدنية إحدى البدائل لعملية الفصل. كما تم الإعلان مؤخراً عن وصفةٍ جديدةٍ لطريقة الترسيب الكيميائي للبخار والتي تتضمن خليطاً أو مزجاً من أبخرة الإيثانول والميثانول بالإضافة إلى ركائز الكوارتز، منتجةً جميعها حزماً مصطفةً أفقياً بنسبة 95- 98% أنابيب نانوية كربونية من أشباه الموصلات.
وغالباً ما تنمو الأنابيب النانوية على الجسيمات النانوية للمعادن الممغنطة ومنها (الحديد والكوبلت)، والتي تُسَهِلُ إنتاج الأجهزة الإلكترونية (المعتمدة على اللف المغزلي). حيث أنه تم تحقيق ضبط للتيار في مثل تلك الأنابيب النانوية أحادية الأنبوب من خلال الترانزستور الحقلي بواسطة المجال المغناطيسي.

## تطبيقات متوقعة
تُفيد صلابة ومرونة الأنابيب النانوية الكربونية في احتمالية استخدامها في ضبط الهياكل النانوية الأخرى، مما يفترض أن يكون لها دوراً هاماً في مجال هندسة تقانة الصغائر. حيث اختبرت أعلى قوة شدٍ لأنبوبٍ نانويٍ كربونيٍ مفردٍ متعددٍ الجدران لتصبح 63 غيغا باسكال. هذا وقد وجدت الأنابيب النانوية الكربونية في الفولاذ الدمشقي العائد إلى القرن السابع عشر الميلادي، مما يتيح الفرصة في تفسير القوة الأسطورية للسيوف الدمشقية المصنوعة من هذا المعدن.

### بنيوية
ونتيجة الخصائص الميكانيكية الفائقة للأنابيب النانوية الكربونية، فمن المقترح أن تنافس الهياكل المتعددة، والمتمثلة في تلك الحاجات المستخدمة في مجالات الحياة اليومية من ملابس وأدوات الرياضة، السترات والمصاعد الفضائية. بيد أن المصاعد الفضائية ستتطلب المزيد من الجهود المبذولة لتنقية تقانة الأنابيب النانوية الكربونية، حيث يمكن حينئذٍ تحسين وتطوير قوة الشد العملية للأنابيب النانوية الكربونية بصورةٍ كبيرةٍ.
ومن أجل التوقعات المستقبلية، تم صياغة العديد من الأفكار العلمية البارزة. حيث أظهرت الجهود الرائدة لراي بومان، في معهد نانو تيك، أن الأنابيب النانوية فردية ومتعددة الجدران لها القدرة على إنتاج موادٍ لها صلابةٍ لا تقارن بما صنعه الإنسان وبما هو موجود في الطبيعة كذلك.

### في الدارات الكهربائية
تم تصنيع مقاحل الأنابيب النانوية والمعروفة كذلك باسم ترانزستورات المفعول المجالي CNTFET لتقوم بمهام عملها في درجة حرارة الغرفة، بالإضافة إلى أنها قادرةٌ كذلك على التحول الرقمي باستخدام إلكترونٍ واحدٍ. على الرغم من ذلك، ترجع العقبة الرئيسية في الحصول على الأنابيب النانوية الكربونية إلى الافتقار إلى التكنولوجيا في الإنتاج الشامل. أوضح باحثوا شركة آي بي إم في عام 2001 كيفية تدمير الأنابيب النانوية المعدنية، مُخَلِّفِين وراءهم أنابيباً نانويةً من أشباه الموصلات بهدف استخدامها كمقاحل. ويُطلق على تلك العملية «التدمير البنائي» والتي تتضمن التدمير التلقائي للأنابيب النانوية المعيبة المتواجدة على الرقاقة. إلا أنه على الرغم من ذلك، فلا تمنحنا تلك العملية سوى ضبطاً للخصائص الكهربائية على صعيدٍ إحصائيٍ.
هذا وقد ظهرت احتمالية استخدام الأنابيب النانوية الكربونية في عام 2003، عندما أفادت التقارير تطوير ترانزستورات باليستية لها نقاط تماس معدنية أومية لها ثابت عزل مرتفع (بالإنجليزية: High-k dielectric)‏، مما يُظْهِرُ قدرتها الفائقة بـ 20-30 مرةً (على) التيار عن السيليكون المستخدم في MOSFET. وقد مثَّلَ هذا التقدم طفرةً في مجال الأنابيب النانوية الكربونية والذي سمح بأن يُنْظَرُ إليها على أنها تفوق السيليكون في الأداء. ومن هذا المنظور، اتضح أن البالاديوم، والذي يتسم بأنه معدنٌ له دالة شغل مرتفعة، له القدرة على تشكيل نقاط اتصال بدون حاجز شوتكي (بالإنجليزية: Schottky barrier)‏ مع الأنابيب النانوية الكربونية من أشباه الموصلات ذات الأقطار> 1.7 نانومتراً.
وتم دمج أول أنبوب نانوي في دارةٍ للذاكرة عام 2004. إلا أن واحداً من التحديات تمثل في تنظيم قدرة الأنابيب النانوية على التوصيل. وبالاعتماد على الخصائص السطحية الفريدة للأنبوب النانوي، فإنه قد يعمل كموصلٍ بسيطٍ للكهرباء أو حتى كشبيه للموصلات. كما تم تطوير طريقةٍ آليةٍ تماماً للتخلص من أنابيب أشباه الموصلات.
ومن الطرق الأخرى لتصنيع مقاحل الأنابيب النانوية الكربونية استخدام الشبكات العشوائية الخاصة بهم. وعند القيام بذلك، يستطيع المرء أن يوجد معدلاً لكل اختلافاتها الكهربائية بالإضافة إلى أنه ستكون له القدرة كذلك على إنتاج أجهزةٍ واسعة النطاق على مستوى الرقاقة. وكانت شركة نانوميكس هي الأولى التي حصلت على براءة اختراعٍ لذلك المنتَج. (ويرجع تاريخ التطبيق الأصلي إلى يونيو 2002 ). حيث أن مختبر أبحاث البحرية الأمريكي (بالإنجليزية: United States Naval Research Laboratory)‏ هو أول من نشر ذلك التطبيق في الدوريات الأكاديمية المتخصصة في عام 2003 عبر العمل البحثي المستقل. كما مكن هذا المُدْخَل كذلك شركة نانوميكس لأن تقوم بإنتاج أول مقحلٍ على ركيزةٍ ثابتةٍ ومتحركةٍ.
كما يمكن استخدام الهياكل كبيرة الحجم من الأنابيب النانوية الكربونية في عمليات المعالجة الحرارية للدارات الإلكترونية. حيث استخدمت طبقة من الأنابيب النانوية الكربونية ذات سمكٍ وصل إلى 1 نانومتراً كمادةٍ خاصةٍ في تصنيع المبردات، حيث تتسم تلك المادة بأن لها كثافةً منخفضةً جداً، ~20 مرةً في الوزن عن مثيلاتها من بنية أو هيكل النحاس، في حين تكون الخصائص المُبَرِّدة متشابهةً للمادتين كلتيهما.
وإجمالاً، لم يتم حتى وقتنا هذا دمج الأنابيب النانوية الكربونية كمقاحلٍ ضمن دارات البوابات المنطقية ذات الكثافات المتوافقة مع تقانة شبه موصل أكسيد الفلز المكمل الحديثة.

### كبطاريات ورقية
البطارية الورقية عبارة عن بطارية ينبع تصميمها من استخدام صفيحة رقيقة من الورق المصنع من السليولوز (والذي يمثل المقوم الرئيسي للورق العادي، فيما بين بعض العناصر الأخرى) والمدمج أو المغروس مع الأنابيب النانوية الكربونية المصطفة معاً. وهنا تلعب الأنابيب النانوية دور الأقطاب الكهربائية؛ مما يسمح لأجهزة التخزين بتوصيل الكهرباء. وتوفر البطاريات، والتي تعمل على شكلين؛ كبطارية أيون- الليثيوم وكمكثفٍ فائقٍ (بالإنجليزية: supercapacitor)‏، بإمكانه تزويد طاقة طويلة الأمد وثابتة، عند مقارنتها بالبطارية التقليدية.

### الخلايا الشمسية
استخدمت الخلايا الشمسية المتطورة في معهد نيوجرسي للتقنية (بالإنجليزية: New Jersey Institute of Technology)‏ أنبوباً نانوياً كربونياً، والمكون من خليطٍ من الأنابيب النانوية الكربونية وكريات بوكي الكربونية (والمعروفة باسم الفوليرينات)، والهادفة إلى تشكيل هياكل شبيهة بالثعابين. وتحتجز كريات البوكي الإلكترونات، على الرغم من أنها لا تستطيع أن تجعل الإلكترونات تتدفق، بحيث أن تسليط أشعة الشمس سيسبب استثارة للمبلمرات، بالمقابل فإن كريات البوكي ستحتجز الإلكترونات. ومن ثم تستطيع أنابيب النانو، والتي تسلك كأسلاك النحاس، أن تجعل الإلكترونات أو التيار يتدفق حينئذٍ.

### المكثفات الفائقة
يستخدم مختبر معهد ماساتشوستس للتكنولوجيا للأنظمة الإلكترونية والكهرومغناطيسية الأنابيب النانوية لتحسين المكثفات الفائقة (بالإنجليزية: ultracapacitor)‏. حيث يحتوي الفحم المنشَّط المستخدم في المكثفات الفائقة التقليدية على العديد من الفراغات المجوفة بأحجامٍ مختلفةٍ، والتي تنتج مع بعضها البعض مسطحاً ضخماً لتخزين الشحنة الكهربائية. إلا أنه وبما أن الشحنة يتم تثبيت قيمتها الحجمية إلى شحناتٍ ابتدائيةٍ، كما هو الحال في الإلكترونات، وأن كل شحنةٍ ابتدائيةٍ تتطلب حد أدنى من المساحة، فإن جزءً كبيراً وهاماً من سطح القطب يكون غير متاحٍ للتخزين بسبب أن المساحات الفارغة ليست متوافقةً مع متطلبات الشحنة. إلا أنه مع استخدام قطب الأنبوب النانوي، قد لا يتم تجزئة المساحات إلى أخرى أصغر حجماً أو أكبر مما هو مطلوب – ومن ثم فمن المفترض زيادة الكفاءة اعتباراً لذلك.

### تطبيقات أخرى
طُبِقَت الأنابيب النانوية الكربونية في الأنظمة الكهرونانوميكانيكية، ومنها عناصر الذاكرة الميكانيكية (ذاكرة الوصول العشوائي النانوية، والتي طورتها شركة نانتيرو (بالإنجليزية:  Nantero Inc)‏) وكذلك محركات النانو الكهربائية (انظر محرك نانوي).
وفي عام 2005، عرضت شركة نانوميكس في الأسواق مستشعراً هيدروجينياً والذي يتسم بأنه يدمج الأنابيب النانوية على أرضيةٍ من السيليكون. ومنذ ذلك الحين، حصلت شركة نانوميكس على براءات اختراعٍ للعديد من تطبيقات المستشعر ومنها مثلاً تلك في مجال استكشاف ثاني أكسيد الكربون، أكسيد النيتروز، الغلوكوز، والحامض النووي...إلخ.
ونتيجة الأبحاث التي أجريت في جامعة كاليفورنيا، أظهرت ريفرسايد أن أنابيب النانو الكربونية تُشكل سقالة ملائمة لتكاثر الخلايا البانية للعظم (بالإنجليزية: osteoblast proliferation)‏ وتكوين العظام كذلك.
وبمعاونة كلٍ من شركة «إيكوس» التابعة لفرانكلين، بماساتشوستس، وشركة «يونيديم» في وادي السيلكون، أصبح بالإمكان تطوير أغشية رقيقة من الأنابيب النانوية الكربونية، تتسم بأنها شفافة وموصلة كهربائياً، بهدف أن تحل محل أكسيد إنديوم قصدير. وتتسم أغشية الأنابيب النانوية الكربونية الرقيقة تلك بأنها قوية ومتينة ميكانيكياً عن أغشية أكسيد إنديوم قصدير، مما يجعلها مثاليةً لأن تُستخدم في تصنيع شاشات اللمس عالية الدقة والصلابة وكذلك شاشات العرضٍ المرنة. كما أن أحبار الأنابيب النانوية الكربونية ذات الأساس المائي والقابلة للطباعة هي المفضلة في إنتاج مثل تلك الأغشية الرقيقة لتحل محل أكسيد إنديوم قصدير. مما جعل من أغشية الأنابيب النانوية الرقيقة واعدةً للاستخدام في مجال تصنيع شاشات الكمبيوتر، الهواتف الخلوية، المساعد الرقمي الشخصي وكذلك آلات الصراف الآلي.
الراديو النانوي (بالإنجليزية: nanoradio)‏، هو مستقبل راديو يتكون من أنبوب نانوي فردي، حيث تم وصفه في 2007. وفي عام 2008 تم توضيح أن صفيحةً من الأنابيب النانوية لها القدرة على العمل كمكبر صوتٍ في حال تطبيق تيار متناوب. مع ملاحظة أن الصوت لا يُنْتَج بواسطة الاهتزازات ولكن بصورة صوتيات ثرموديناميكية (بالإنجليزية: thermoacoustics)‏.
ونتيجة قوة ومتانة الأنابيب النانوية الكربونية العالية، فقد اتجهت الأبحاث إلى نسجها مع الأقمشة لصناعة قماشٍ مقاومٍ للطعناتٍ ومضادٍ للرصاص. حيث أنه سيكون للأنابيب النانوية الكربونية القدرة بفعالية على منع الرصاص من اختراق الجسم، على الرغم من أن الطاقة الحركية للرصاص قد يتجم عنها تكسرٍ للعظام أو نزيفٍ داخليٍ.
كما أن للحدافة (دولاب الموازنة) المصنوعة من الأنابيب النانوية الكربونية القدرة على الدوران، في حالة السرعات العالية الحادة، على محورٍ مغناطيسي عائمٍ في الفراغ، ومن المحتمل أن تقترب عملية تخزين الطاقة في الكثافة من أنواع الوقود الأحفورى التقليدية.ونتيجة أن الطاقة يمكن إضافتها أو التخلص منها في الحدافات بكفاءةٍ في صورة كهرباء، فإن هذا قد يعرض طريقةً لتخزين الكهرباء، مما يجعل الشبكات الكهربائية أكثر كفاءةٍ في عملها وتجعل من موارد الطاقة المتعددة (كمولدات طاقة الرياح) أكثر فائدةً في مواجهة متطلبات الطاقة المختلفة. وهنا نلاحظ أن كيفية تحقيق هذا عملياً تتمد بصورةٍ كبيرةٍ على تكلفة تصنيع هياكل الأنابيب النانوية الكتلية غير المتكسرة، بالإضافة إلى معدل فشلها على العمل تحت الجهد.
كما اسْتُخْدِمَت الأنابيب النانوية الكربونية أحادية الجدار متناهية القصر ككبسولاتٍ نانويةٍ لتوصيل عوامل الرنين المغناطيسي كمادة تباينٍ حيويةٍ.
كما أنه من المحتمل أن تحل الأنابيب النانوية الكربونية المشابة بالنيتروجين محل حفازات البلاتين المستخدمة لاختزال الأكسجين في خلايا الوقود. حيث قد تستطيع غابة من الأنابيب النانوية المصطفة عمودياً من اختزال الأكسجين في المحلول القلوي بصورةٍ أكثر فعاليةٍ من البلاتين، والذي اسْتَخْدِمَ في مثل تلك التطبيقات منذ الستينات من القرن العشرين. وهنا نلاحظ أن الأنابيب النانوية تستمتع بفائدة عدم خضوعها للتسمم بأول أكسيد الكربون.

## الاكتشاف
كتب كلٌ من مارك مونثيوكس وفلاديمير كوزنيتسوف في إحدى المقالات الافتتاحية بجريدة «كربون» عام 2006 عن أصل الأنابيب النانوية الكربونية المثير والذي كثيراً ما يساء تحديده. حيث تعزو العديد من الأدبيات البحثية الشهيرة والأكاديمية اكتشاف الأنابيب المجوفة النانوية والمكونة من الكربون الغرافيتي إلى «سوميو إيجيما» العامل بشركة إن إي سي عام 1991.
وفي عام 1952 نشر كلٌ من «ل. ف. رودوشكوفيتش» و«ف. م. لوقانوفيتش» صوراً واضحةً لأنابيب نانوية ذات أقطار 50 نانو مصنوعة من الكربون في منشور الكيمياء الفيزيائية السوفيتي. إلا أن هذا الاكتشاف لم يلق الاهتمام بصورةٍ كبيرةٍ، خاصة أن المقالة كانت قد نُشِرَت باللغة الروسية، كما أن وصول العلماء الغربيين إلى الصحافة السوفيتية كان محدوداً خلال فترة الحرب الباردة. لذلك فمن المرجح أنه تم إنتاج الأنابيب النانوية قبيل ذلك التاريخ، إلا أن اختراع المجهر الإلكتروني النافذ سمح برؤية تلك الهياكل النانوية مباشرةً.
وكانت الأنابيب النانوية الكربونية قد تمت ملاحظتها وإنتاجها تحت بعض الظروف المتنوعة قبيل ذلك التاريخ 1991. حيث أظهرت دراسةٌ أجراها كلٌ من أوبرلين، إندو وكوياما، والتي نُشِرَت عام 1976، بوضوح أليافاً نانويةً كربونيةً ذات أقطارٍ نانويةٍ الأبعاد باستخدام أسلوب النمو البخاري. هذا بالإضافة إلى أن المؤلفين عرضوا صورةً بالمجهر الإلكتروني النافذ لأنبوب نانوي يتكون من حائطٍ واحدٍ من الغرافين. في حين أشار إندو لاحقاً إلى تلك الصورة على أنها لأنبوب نانوي أحادي الجدار (كما هو معروف حالياً).
في حين قدم جون أبراهامسون في عام 1979 دليلاً من الأأنابيب النانوية الكربونية في مؤتمر بينيل الرابع عشر للكربون في جامعة ولاية بنسيلفانيا (بالإنجليزية: Pennsylvania State University)‏. حيث قدمت ورقة المؤتمر البحثية وصفاً للأنابيب النانوية الكربونية على أنها أليافاً كربونيةً تم إنتاجها على أقطاب الكربون خلال عملية تفريغ شحنة القوس. كما تم تقديم تشخيص لهذه الألياف بالإضافة إلى افتراض نموها في محيط نيتروجين تحت ضغط جوي منخفض.
وفي عام 1981، نشرت مجموعةٌ من العلماء السوفييت نتائجاً للتشخيص الكيميائي والبنائي التكويني للأنابيب النانوية الكربونية المنتجة بواسطة عدم التناسب التحفيزي الحراري (بالإنجليزية:  thermocatalytical disproportionation)‏ لأحادي أكسيد الكربون. حيث افترض المؤلفين بناءً على الصور المستخدمة من المجهر الإلكتروني النافذ ونماذج حيود الأشعة السينية، أن «بلورات الكربون متعددة الطبقات الأنبوبية» تشكلت من خلال لف وطي طبقات الغرافين إلى اسطواناتٍ. كما توقعوا أنه بواسطة طي طبقات الغرافين إلى اسطوانات، فمن الممكن الحصول على تشكيلاتٍ شبكيةٍ سداسيةٍ متعددة الترتيبات للغرافين. كما اقترحوا كذلك إمكانيتين لتلك الترتيبات وهما: الترتيبات الدائرية (الأنابيب النانوية أريكية الشكل) والحلزونية، وكذلك ترتيباتٍ حلزونيةٍ (ولكنها يدوانيةٍ أو كيراليةٍ).
أما في عام 1987، فقد نشر هوارد تينيت، بشركة «هايبريون للتحفيز» (بالإنجليزية: Hyperion Catalysis)‏، براءة اختراعٍ أمريكي لإنتاج «الألياف الكربونية اسطوانية الشكل المنفصلة» ذات "قطرٍ ثابتٍ يترواح بين 3.5 و70 نانومتراً تقريباً، في حين يصل طولها إلى 102، ومنطقةً خارجيةً للطبقات المتعددة المستمرة من ذرات الكربون ومحوراً داخلياً مميزاً."
هذا وساعد اكتشاف «إيجيما» عام 1991 للأنابيب النانوية الكربونية متعددة الجدران لأقطاب مادة الغرافيت المحروقة بالقوس الكهربائي وغير القابلة للذوبان، بالإضافة إلى تنبؤ كلٍ من «مينتيمير»، «دوبلان»، و«وايت» المستقل أن الأنابيب النانوية الكربونية أحادية الجدار يمكن تصنيعها، حيث أنها قد تظهر خصائصاً موصلةً مميزةً، على خلق الضجة الإعلامية المصاحبة الآن لقضية الأنابيب النانوية الكربونية. كما تسارعت الأبحاث في مجال الأنابيب النانوية إثر تلك الاكتشافات المستقلة  لبيثيون في شركة آي بي إم  وإيجيما بشركة إن إي سي للأنابيب النمانوية الكربونية أحادية الجدار وطرق إنتاجها بصورةٍ خاصةٍ من خلال إضافة حفازات فلزية انتقالية للكربون في تفريغ القوس. وقد كان أسلوب تفريغ القوس معروفاً في إنتاج فوليرين بوكمينيستر المشهور وذلك على نطاق واسع نسبيا (كميات كبيرة نسبياً مقارنة مع التحضير المخبري القليل)،  كما ظهر أن تلك النتائج أدت إلى توسع مجرى الاكتشافات العَرَضية والتي انتهت بالفوليرين. إلا أنه لم يتم توقع الملاحظة الأصلية للفوليرينات في مطيافية الكتلة،  كما أنه تم استخدام أسلوب الإنتاج الشامل الأول بواسطة «كريتشمر» و«هافمان» لسنواتٍ عديدةٍ قبيل إدراك أنه ينتج الفوليرينات.
وما زالت قضية اكتشاف الأنابيب النانوية من القضايا الجدلية القائمة حتى الوقت الحالي. فالعديد يصدقون أن تقرير إيجيما في عام 1991 له أهميته الخاصة بسبب أنه جلب انتباه المجتمع العلمي ككل إلى الأنابيب النانوية الكربونية.

## هوامش
- ملاحظة 1 يقابلها (بالإنجليزية: Carbon Nanotube؛ والمعروفة أيضاً بمصطلح: Buckytubes)‏

## مجلات ومقالات مجانية للتحميل
- NT06 – حدث الأنابيب النانوية الكربونية الرئيسي - اضغط على المتحدثين
- NT05 – اضغط على ذر «هنا»
- مجموعة مختارة من المقالات مجانية التحميل حول موضوع الأنابيب النانوية الكربونية

## كتب
- علم الأنابيب النانوية الكربونية، بقلم هاريس، مطابع جامعة كامبريدج، 2009[وصلة مكسورة].
- كتاب: الأنابيب النانوية الكربونية – مادة التصنيع، تأليف براكش سوماني وأومينو، دار نشر أبدليد سينس إنوفيشن المحدودة، الهند.
- تطبيق الأنابيب النانوية الكربونية والغرافين في مجال الإلكترونيات.

## وصلات خارجية
- Nanohedron.com معرض صور مع الأنابيب النانوية الكربونية
- مادة الأحلام، أنابيب نانوية كربونية
- موقع الأنابيب النانوية الإلكتروني . آخر تحديثٍ: 2009.05.03
- الأنابيب النانوية الكربونية على موقع arxiv.org
- الأنابيب النانوية الكربونية وكريات البوكي.
- شبكة ماري كوري CARBIO التابعة للاتحاد الأوروبي: الأنابيب النانوية الكربونية متعددة الوظائف في مجال التطبيقات الطبية الحيوية
- C60 وملف فيديو قصير للأنابيب النانوية الكربونية يشرح كيفية صناعة الأنابيب النانوية الكربونية من صفائح الغرافيت المعدلة وثلاثة تطبيقاتٍ للأنابيب النانوية التي تم تشكيلها.
- عالم الأنابيب النانوية الكربونية العجيب
- نموذج تعليمي لتركيب الأنابيب النانوية الكربونية وروبوتات النانو